# 슬램덩크의 등장인물 목록
슬램 덩크(SLAM DUNK)의 등장 인물은 만화 및 텔레비전 애니메이션 및 극장 작품〈슬램 덩크(SLAM DUNK) 4기〉 및 〈THE FIRST SLAM DUNK〉에 등장하는 가공의 인물의 총칭이다. 덧붙여 설명이 붙어있지 않은 캐릭터에 대해서는 이름의 링크를 참조하길 바란다.
- 해설 순서는 한국 내 방영 당시의 이름,작품에서의 학년, 신장과 체중, 등번호, 포지션, 생일 등임.
- 성우 순서는 왼쪽부터 일본어/한국어-대원 비디오판(초반)/한국어-대원 비디오판(후반)/한국어-SBS판 순임.
- 한국어 성우가 하나만 있을 경우는 공통이고,두 명이 있을 경우 대원 비디오판/SBS판 순,4개가 있을 경우는 대원 비디오판(초판)/대원 비디오판(중반)/대원 비디오판(후반)/SBS판/극장판 순임.

## 카나가와 현

### 쇼호쿠(상북)고교(완전판 만화 북산고, SBS판 신성고)
전년도에 IH(인터하이, 한국어판은 '전국대회') 가나가와현 예선 1회 패전하였지만, 금년도는 강력한 멤버가 가입해 현 예선 2위의 성적으로 IH예선을 통과, IH에서는 고교 농구계의 왕자 산노우 공업을 넘어뜨린 무명의 실력교이다. 기본적인 플레이 스타일은 런&암 오펜스에 대인 방어법이다. 선수층이 얇고, 스타팅 멤버(송태섭,정대만,채치수,서태웅,강백호)는 전국구이지만 하나라도 빠지면 전력 다운해 버린다. 덧붙여 사쿠라기 이외의 멤버를 시즈오카 합숙에 인솔한 스즈키라고 하는 농구부 고문이 있다. 주간 농구의 IH 출전교의 종합 평가는 C랭크. 유니폼의 색은 빨강과 흰색이다.

#### 농구부
사쿠라기 하나미치(강백호, 성우-쿠사오 타케시/故 백순철/강수진/홍시호)
루카와 카에데(서태웅, 성우-미도리가와 히카루/故 장세준/김환진/김승준/신용우(더 퍼스트))
아카기 다케노리(채치수, 성우-야나다 키요유키/이정구/정동열/이정구/최낙윤(더 퍼스트))
미야기 료타(송태섭, 성우-시오야 요쿠/故 오세홍/손원일/故 김일/엄상현(더 퍼스트), 정유정(더 퍼스트 어린 시절}, 김명준(더 퍼스트 중학생 시절))
미쓰이 히사시(정대만, 성우-오키아유 료타로/이정구/박상일/박상훈/구자형/장민혁(더 퍼스트))
코구레 기미노부(木暮 公延,こぐれ きみのぶ, 권준호) (성우-다나카 히데유키/장세준/박규웅/안지환/서원석(극장판 4기))
3학년 6반 재적(고 1시는 1학년 3반 재적), 178cm-62kg, 등번호 5, 스몰 포워드(SF). 7월 12일생.
쇼호쿠 농구부의 부주장. 항상 안경을 착용하고 있기 때문에, 사쿠라기에게는〈안경선배〉라고 불린다. 사쿠라기를 잘 이해해주기에, 사쿠라기가 이성을 잃을 때 진정시키는 경우가 많으며, 사쿠라기 역시 반말은 하지만 그가 하는 말에는 어지간하면 거부하지 않는다. 또, 주장인 아카기와는 대조적인 온유한 성격으로 행실이 좋지 않은 사쿠라기를 업신여기지 않고 동등하게 대해 준다. 때문에 쇼호쿠의 전국 대회 출장이 확정되며 코구레의 은퇴가 미뤄지자, 사쿠라기도 기뻐했다. 아카기와는 기타무라 중학교 시절부터의 친구로, 누구보다 아카기의 농구에 대한 정열, 그리고 전국 제패를 향한 열정을 잘 아는 인물이기도 하다. 기타무라 중학교 시대는 단지 체력을 기를 목적으로 농구를 시작했으나, 아카기를 만난 이후부터 그에게 동화되어 그와 같이 3학년까지 농구부에서 버텨왔다. 쇼호쿠 고등학교에서 수많은 선수들이 포기하는 바람에 1학년에서 3학년까지 아카기와 견뎌낸 유일한 두명이다. 루카와나 사쿠라기가 들어오면서 선발에서 벤치로 물러나지만, 그것에 만족하며 뛰어난 선발진이 계속 농구를 잘 할 수 있도록 지원해주며, 특히 사쿠라기가 골밑슛 연습을 할 때 늦게까지 남아서 도와 주기도 했다. 벤치 멤버이긴 하지만, 료난 고등학교와의 연습 시합으로부터 IH 산노우 공업전까지의 모든 시합에 출장해, 료난 고등학교와의 연습 시합에서는 역전의 3점슛을, IH 예선 결승 리그 료난전 역시 승부를 결정짓는 3점슛으로 승리를 장식해서, 없어서는 안될 식스맨의 존재를 보여준다. 또, 극장판 제 3작에서는 시합 도중에 넘어져 교대했지만, 그의 근성 흘러넘치는 플레이가 시합의 흐름을 바꾸게 된다. 농구부에 오래 있어서 여러 사람들을 알고 있으며, 특히 미츠이가 다시 농구부로 돌아오는 데 그를 크게 도와준 사람이기도 하다. 만화 내내 화를 내는 것을 거의 볼 수 없지만, 미츠이가 농구를 모욕하자, '철좀 들으라'며 처음으로 굳은 표정을 짓는다. 아카기와 마찬가지로 학업의 성적은 우수하고, IH 후는 아카기와 마찬가지로 대학 수험을 목표로 한다. 하지만 아카기만큼 수험 공부를 딱딱하게 생각하지 않고, 농구부에도 OB로서 자주 얼굴을 보이고 있는 모습이다.
야스다 야스하루(安田 靖春,やすだ やすはる, 이달재) (성우-오노사카 마사야/故 오세홍/故 김일/이경태(극장판))
2학년, 165cm-57kg(IH 참가 신청서에서는 164cm), 등번호 6, 포인트 가드(PG). 3월 28일생.
이야기 당초, 사쿠라기가 자신의 농구부 입부를 거부한 아카기에 대항할 때 얽히게 된 인물. 고구레와 마찬가지로 사쿠라기를 달래는 역할이지만, 달랜다기보다는 오히려 거꾸로 위협당하거나 박치기를 당하는 경우가 많다. 미야기와 사쿠라기에게서는〈야스〉라 불린다. 료난과의 연습 시합에서는 스타팅 멤버에 발탁되어 감격으로 눈에 눈물을 머금었다. 또, 외모답지 않게 담력이 있어 미쓰이 등에 의한 농구부 습격 사건시에는 미츠이가 농구공을 담배불로 지진 후 침을 뱉은 것에 격노한 사쿠라기를 붙잡은 뒤, 돌아가 달라며 당당히 미쓰이를 설득했다 (하지만 설득은 먹혀들지 않았고, 오히려 야스다는 미츠이에게 두들겨 맞게 된다). 그 담력과 차분한 성격이 높이 평가되어 거칠게 전개되던 도요타마(풍전고)전에서는 사쿠라기에 대신해 도중 출장하여 차분하게 플레이하며 흐름을 되돌렸다. 그 외에도 가끔씩 잠깐 동안 경기에 기용되기도 한다. 미야기와는 초등학교로부터 친하게 지낸 사이로 보이며, 그가 농구부에 복귀했을 때에 1 on 1의 상대를 해줬지만, 농구 실력은 한참 뒤떨어져 있다.
시오자키 데쓰시(潮崎 哲士,しおざき てつし, 신오일)(성우-칸나 노부토시)/김환진
2학년, 170cm-62kg, 등번호 8, 세컨드 가드(SG). 9월 23일생. 사쿠라기에게서는〈시오〉라고 불리고 있다.
시합에서의 활약은 거의 없고, 미쓰이 등 불량배들의 농구부 습격 시에는 테츠오(철이)에게 구타당하고 도요타마전에서는 전반 이후 교대 당한 사쿠라기에 박치기를 맞는 등, 비참한 경우도 많았다. 카쿠타와는 중학교 시절부터 알던 사이.
카쿠타 사토루(角田 悟,かくた さとる, 정병욱)(성우-사토우지 시노부, 안종덕)
2학년, 180cm, 등번호 9, 센터(C). 11월 4일생.
선과 같이 가는 눈이 특징이다. 시오자키와는 중학교 때부터 친구사이. 미쓰이 등 불량배들의 농구부 습격 때는 테츠오로부터 킥 2발을 받았다. 애니메이션의 미우라대전에서는, 퇴장이 된 사쿠라기에 바뀌어 시합에 출장했지만, 소요전에서는 마지막에 퇴장한 사쿠라기의 대역으로 2점차를 끝까지 지켜, 또 애니메이션에서는 루즈 볼에 돌진하는 활약을 보이고 있다. IH예선 카이난 전후의 연습에서는 입부 3개월의 사쿠라기에게 밀리는 모습을 보이기도 했다. 특히 산노(산왕공고)전에서 부상을 당한 강백호를 대신해 잠시 교체출전을 했지만, 약 5분간의 경기에도 땀범벅이 되어 밀리는 모습을 보여준다.
이시이 겐타로(石井 健太郎,いしい けんたろう, 이호식)(성우-칸나 노부토시)
1학년 10반 재적, 170cm, 등번호 12, 포워드(F). 1월 18일생.
안경이 특징으로, 사쿠라기로부터〈안경〉이라고 불리고 있다. 눈물이 많은 일면을 가져, 산노우전 종반에서는 쇼호쿠의 강력함에 감동해 눈물을 흘렸다. 사사오카와는 같은 중학교 출신이다.
사사오카 사토루(佐々岡 智,ささおか さとる, 이재운)(성우-사토우지 시노부, 오노사카 마사야, 미도리가와 히카루, 고노 요시유키)
1학년, 172cm(IH 참가 신청서에서는 171cm), 등번호(16→) 15→13, F. 10월 13일생.
출장 기회는 적지만, 공식전에서는 압승한 가쿠노전에 출장 기회를 얻고 있다. 상급생과의 연습 시합에서는 사쿠라기에 협박되어 스스로 교대를 신청하거나 료난과의 연습 시합에서도 유니폼이 박탈되어 테이프로 붙여진 등번호“16”가 주어지거나 하는 등, 사쿠라기에 의해서 수많은 불운을 맛보았다. 이시이와 같은 중학교 출신.
구와타 도키(桑田 登紀,くわた とき, 오중식)(성우-모리가와 토시유키)
1학년, 163cm-50kg(IH 참가 신청서에서는 162cm), 등번호 13→15, G. 7월 28일생.
출장 기회는 적지만, 공식전에서는 압승한 가쿠노전에 출장 기회를 얻고 있다. 애니메이션에서는 벤치라고 해도, 사쿠라기·루카와와 같은 팀에 있는 것을 자랑으로 생각하는 것, 장래 2명과 함께 레귤러로서 활약하는 날을 기대하고 있는 것을 밝혀 사쿠라기를 감동시켰다.
안자이 미쓰요시(安西 光義,あんざい みつよし, 안한수)(성우-니시무라 도모미지/박상일/정동열/박지훈/최낙윤(극장판 4기)/이장원(더 퍼스트))
통칭 '안선생님', 쇼호쿠 농구부의 감독.
매우 온화한 인품이며, 〈화이트 헤드 붓다(=백발불)〉라고 불릴 정도의 풍격이다. 사쿠라기는〈영감님〉이라고 부르며 무엇인가 있을 때마다 안자이의 턱을 툭툭 치기 때문에 미츠이와 아카기의 화를 산다. 너무 연습에 시끄럽게 참견하지 않는 것 이나 풍채의 좋은 체형도 더불어, 일견 장식물과 같은 인상을 준다. 하지만 선수의 능력을 간파하는 분별력, 냉정하고 대담하게 구축된 적확한 전술의 작성 능력, 라이벌 고등학교의 감독도 존경의 뜻을 담아 〈안자이 선생님〉이라고 부르는 명감독이다. 〈포기하면 거기서 시합 종료〉라고 하는 신조가 있어, 그 말이 중학생 시절의 미쓰이, 산노우전에서의 사쿠라기를 분발하게 한다. 미쓰이, 아카기, 미야기는 그를 그리워해 쇼호쿠에 입학했다. 본래 일본의 농구 선수로, 모 대학의 감독 시대는 그 천성의 격렬한 성격으로부터〈화이트 헤드 데빌(=백발귀신, 한국판은 흰머리 호랑이)〉으로 불리며 대학 농구계 최고의 명장으로 불리는 존재였지만, 아끼는 제자 다니자와가 엇갈림의 끝에 사고사한 일을 계기로 대학 감독을 은퇴, 그 후에 성격은 둥글어졌다. 그러나 사쿠라기를 입다물게 해 모두가 눈을 의심할 정도의 위압감을 보이는 장면도 있다. 또, 안경은 대개 반사하고 있다. 가족으로는 아내가 있다. IH예선 기간 중의 연습시에 사쿠라기의 슛 연습을 보고 있던 중에 넘어져 버린다. 사쿠라기의 신속한 대응 덕분에 위험한 상태까지 도달하지는 않았다. IH 가나가와현 예선 최종전의 료난전을 결장했다. 보기 드문 소질을 가지는 루카와와 사쿠라기의 성장을 즐거움으로 하고 있어, 일본 제일의 선수를 기른다고 하는 대학 감독 시대부터의 꿈을 걸고 있다. 원작 종료 후의 칠판 만화에서는 다이어트에 힘쓰고 있었다.
아야코(彩子,あやこ, 이한나), (성우-하라 에리코/최덕희/정미숙/최문자/문선희/김나율(극장판 4기)/소연(더 퍼스트))
2학년 1반 재적, 163cm, 매니저.
미인으로 여장부형인 매니저. 문제아가 많은 농구부의 매니저를 맡을 만큼 매우 담력이 세서 무례한 사쿠라기가 머리가 오르지 않는 얼마 안되는 인물이며, 또 그런 사쿠라기를 겁내는 일 없이 농구의 기본을 가르쳤다. 미야기가 〈아야〉라고 불러 그로부터의 호의를 눈치채고 있지만, 별로 신경쓰지 않는 눈치이다. 그러나 그를 아끼기에 그를 혼내기도 하고 격려하기도 한다. 서예도 자신있어서 매회 자필로 쇼호쿠의 목표 등을 체육관에 붙이고 있다. 주간 영 점프 특별판〈피어스〉에서 소학교 6학년시의 아야코라고 생각되는 인물이 료타와 함께 그려졌다. 그때, 료타는〈아야코〉라고 하는 이름을, 아야코는 당시의〈료타〉을 모친이 부른〈료우〉라고 하는 이름으로 인식하고 있지만, 서로 동일 인물인 일을 깨닫고 있을까는 불명. 원작 종료후의 칠판 만화에서는 안자이처럼 다이어트에 힘쓰고 있었다.
아카기 하루코(赤木 晴子,あかぎ はるこ, 채소연)(성우-히라마쓰 아키코/송도영/정미숙/송도영/박지윤(더 퍼스트))
1학년, 156cm, 42kg, 서포터. 사쿠라기가 좋아하는 인물로서, 이 작품의 히로인이다.
사쿠라기에게서는〈하르코씨〉라고 불려 이름이 가타카나 표기되고 있다. 아카기 다케노리의 여동생이지만, 오빠와는 전혀 닮지 않은 미소녀이다. 사쿠라기를 처음 보았을 당시, 사쿠라기의 엄청난 체격이나 덩크를 하려다가 보드에 머리를 부딪힐 정도의 경이적인 점프력을 보고 농구부 입부를 권유하여 결국 사쿠라기가 농구부에 들어가게 된다. 하루코는 어디까지나 친구로써 사쿠라기를 응원하고 지지하지만, 하루코의 존재는 사쿠라기에게 있어 농구에 열중하게 하는 원동력이다. 루카와를 짝사랑하고 있지만, 막상 사쿠라기가 본인을 짝사랑하는 것을 눈치채지 못한다. 또, 원작에서는 루카와와 알게 된 후에도 루카와와 제대로 대화하는 장면은 거의 없다. 중학생 시절은 농구부에 소속해 있었지만, 운동신경은 꽤 둔하고 잘 구른다. 쇼호쿠가 인터하이 출장을 결정한 후에 머리카락을 약간 잘랐다. 오빠의 은퇴 후에는 아야코가 불러 쇼호쿠고 농구부의 매니저가 된다. 사쿠라기가 농구부로 돌아올 때까지 농구부의 상황을 매주 편지로 전하는 것이 최초의 일이었다. 사쿠라기의 짝사랑을 눈치채고 있는 마디도 있지만, 루카와의 전일본 방문을 기쁜듯이 전하는 등, 실제의 진심은 불명.

#### 사쿠라기 군단
와코우(해동) 중학교 출신으로 쇼호쿠 고교 1학년의 사쿠라기·미토·다카미야·오오쿠스·노마로 구성되는 군단. 미토를 제외한 3명은 “그 외 ”나“etc”취급이 되어있었다. 이 3명은 통칭 〈와코우 바보 트리오〉인 것 같다(사쿠라기는 〈바보왕〉). 1인승 오토바이를 4인승으로 탄다거나 탄산 음료 따위를 한번에 다 마셔버리는 등 , 어느 의미로 대단한 사람들이다. 전원이 파칭코를 좋아한다. 사쿠라기가 붙인 별명을 그들도 사용한다. 소수를 다수로 공격하는 것을 싫어해, 싸움 전에 반드시 상대의 수를 확인한다고 하는 습관이 있어, 1명에게 몇 사람이 상대로 도전하는 놈을 〈비겁자〉라고 불러, 자신들은 비겁자는 아니라고 주장하고 있다. 미쓰이의 농구부 습격 사건에서도 조력에 달려가 데쓰오와 사쿠라기의 싸움을 손을 대는 일 없이 지켜보았다. 사쿠라기의 성격에 대해 〈붉은 머리카락 하고 있는 주제에 내향적〉이라고 한다. 사쿠라기의 2만개 슛 합숙에서는 농구 부원이 아님에도 불구하고 무상으로 일주일간이나 학교에 묵으며 사쿠라기를 도왔다. 애니메이션에서는 사쿠라기 군단의 활약 에피소드가 다수 추가되어 있다.
미토 요헤이(水戸 洋平,みと ようへい, 양호열)(성우-모리가와 토시유키/이윤선/손원일/구자형/이동훈(극장판)/황창영(더 퍼스트))
1학년 7반 재적. 사쿠라기의 중학교의 동급생으로, 사쿠라기 군단의 리더적 존재. 군단 중 가장 외모도 깔끔하며, 보기에 한눈에 리더라고 알게 할 정도의 총명함과 존재감을 갖고 있다. 싸움의 실력도 높아서, 원작에서는 상급생들을 3, 4명 모아 넘어뜨리는 묘사가 있다. 사쿠라기의 친구임과 동시에 최대의 이해자로, 점차 농구에 열중하는 사쿠라기를 놀리면서도 늘 따뜻하게 지켜본다. IH에서는 다른 3명과 하루코와 함께 쇼호쿠를 응원하고자 히로시마까지 달려간다. 미쓰이와 그 불량 동료에 의한 농구부 습격 사건에서는 군단 멤버와 함께 〈미쓰이가 스스로의 그룹을 빠져 농구부로 돌아오는 것이 마음에 들지 않아서 날뛰었다〉라고 거짓말을 말해, 농구부와 주모자 미쓰이를 감싸는 형태로 3일간의 근신 처분이 되었다. 아르바이트를 하고 있지만, 무엇을 해서 일하고 있을까는 불명. 운전 면허는 가지고 있지 않지만, 오토바이를 운전한다.
다카미야 노조미(高宮 望,たかみや のぞみ, 이용팔)(성우-시오야 코조/김준/유제상/박지훈/고구인(극장판))
비만체형과 안경, 빡빡깎은 머리를 하고 있다. 둔해보이는 외모와는 달리 싸움에 강하고, 미쓰이의 농구부 습격 사건에서도 사쿠라기 군단과 함께 불량배들을 압도, 사쿠라기 등을 도왔다. 좋아하는 것은 바나나. 사쿠라기에게 자주 참견한다. 시합에서는 가장 사쿠라기를 응원하는 인물이며, 카이난전에서는 골밑슛을 죄다 실패한 사쿠라기를 비웃는 관객에게 화를 내기도 했다. 그 한편으로 소요전의 한중간에 2리터의 콜라나 술따위를 한번에 다 마셔버리는 등, 재난도 많다. 극장판 제 4작에서는 서핑 솜씨를 보여줬다.
오쿠스 유지(大楠 雄二,おおくす ゆうじ, 김대남)(성우-칸나 노부토시/김환진/김승준/김디도(극장판))
금발로 볼륨이 있는 리젠트 헤어. 도시락을 먹고 있는 장면에서 왼손에 젓가락을 가지고 있는 묘사가 있다. 산노우전의 종료 직후에, 루카와의 어깨에 손을 얹고 격려하는 장면이 있다.
노마 주이치로(野間 忠一郎,のま ちゅういちろう, 노구식)(성우-미키모토 유지/오세홍/박상훈/김환진/심규혁(극장판))
콧수염을 기르고 있어 데쓰오에게는 '수염'이라 불린다. 데쓰오의 그룹에 때리고 차는 것 등의 폭행이 더해졌지만, 데쓰오 등이 습격하려던 농구부의 거처를 끝까지 가지 않는다고 하는 동료 구상의 일면도 있다. 그 다음은 미토들과 함께 미쓰이를 인솔하는 불량 그룹으로 향했다.

#### 그 외의 사람들
아오타 타츠히코(青田 龍彦,あおた たつひこ, 유창수)(성우-우메쓰 히데유키/김준(대원 초기)/(대원 후기)유제상) SBS 김관철
3학년 5반 재적. 유도부 주장.
유도 2단의 솜씨이며, 현내에서도 이름이 알려진 실력자이다. 아카기의 소꿉친구인 것과 동시에 초등학교 이래의 라이벌로, 일찍이 앉은키가 높은 것을 아카기에게〈유도는 하고 있으니 너는 짧은 다리야〉라고, 조롱당한 것을 아직도 원한을 품고 있다. 아카기가 전국 제패의 이야기를 클래스에서 할 때마다 나타나〈먼저 전국 제패하는 것은 유도부〉라고 하고 있다. 초등 학생 시대에 하루코에 한눈에 반한 이래, 하루코의 어릴 적부터의 사진을 가지고 있다. 사쿠라기의 신체적 능력을 높게 평가해, 하루코의 사진을 이용해 유도부로 이끌지만 실패에 끝난다. 그 후도 사쿠라기를 유도부에 입부시키는 일을 단념하지 않고, 기를 보고는 권유하지만 실패에 끝났다. IH출장을 건 료난 고교전에서, 종반으로 따라 잡혀 안절부절 못하는 쇼호쿠 멤버에 대해 스스로 차지한 현 대회 우승기를 내걸어 질타 격려했다. 또, 애니메이션에서는 쇼요·료난의 혼합 팀과의 연습 시합 중(애니메이션으로의 라스트 게임)에 체육관까지 응원하러 왔다. 4과목에서 낙제하여 유도부의 유일한 낙제생이 되어 선생님들에게 재시험을 간곡히 요청하였으며, 후의 추가시험에서는 사쿠라기와 마찬가지로 아슬아슬하게 합격했다.
홋타 노리오(堀田 徳男,ほった のりお, 박영걸)(성우-오오쓰카 요시타다)/김준
3학년. 미쓰이와 함께 폭력 사건을 일으킨 불량 멤버의 한 명이지만, 의외로 눈물이 많은 사람이다.
미쓰이를 친구로서 그리워해, 폭력 사건 시에는 미쓰이의 기분을 짐작해 〈농구부로 돌아오고 싶지…〉라고 물어 이성을 잃은 미쓰이에게 맞는다. 사건 후는 사쿠라기 군단과 함께 미쓰이를 감싸며, 본인이 사건의 주모자라고 자칭하며 모든 죄를 뒤집어 썼다. 미쓰이의 농구부 복귀 후 안경, 리젠트 등이 특징인 불량 동료들과 함께 미쓰이의 응원단을 결성해, 쇼호쿠의 시합에 방문해〈불길의 남자 3(한국판에서는 불꽃남자)〉이라고 쓰여진 응원기를 구사해 큰 소리로 미쓰이를 응원한다. 쇼호쿠의 두목이지만, 미야기나 사쿠라기 군단에는 상대가 되지 않았다. 싸움의 실력은 다카미야에게〈상당히 강하다〉라고 말하게 했지만, 사쿠라기의 일격으로 기절, 루카와에게 집단에서 싸움을 도전했으나 져서 아카기에 떠날 수 있었던 화로, 도요타마의 양키에게는 수로 뒤떨어져 도망치고 있었다.
후지이(藤井,ふじい)(성우-니시모토 에쓰코,스기모토 토모미, 도요시마 마치코)
1학년. 하루코의 친구. 쇼트 헤어로 수수한 외모의 얌전한 소녀.
사쿠라기는 자신의 이름을 꽤나 기억하지 못하고, 〈하르코씨의 친구〉라고 불리거나 마쓰이로 오인당하거나 한다. 처음은 사쿠라기를 무서워하고 있었지만, 하루코와 함께 농구부와 접할 때에 무서워하는 것은 누그러져, 료난 고등학교와의 연습 시합의 직후에는 스스로의 입으로〈감동했습니다〉라고 사쿠라기에게 전했다. 히로시마현내에 친척이 있어, IH관전 때는 하루코와 마쓰이와 함께 그 친척의 집에 묵고 있었다. 또, 하루코가 옛 자신의 연습을 말했을 때 그에 대해 〈점심시간에 했어〉라고 한다.
마쓰이(松井,まつい)(성우-니시가와 히로미)
1학년. 하루코의 친구. 머리 모양은 웨이브가 걸린 트윈 테일로, 조금 입술이 두꺼운 것이 특징이다. 후지이와 마찬가지로 사쿠라기에게는 〈친구 2〉라고 불리거나 후지이로 오인당한 적도 있다. IH관전 때는 하루코와 후지이와 함께 있었지만 2명으로 관련되는 장면은 일절 없고, 마지막 집합 사진에서도 얼굴이 반만 나와 있는 등 눈에 띄지 않는 존재가 되었다.
루카와 카에데 친위대(流川楓親衛隊,るかわかえでしんえいたい)(성우-스미토모 나나에, 니시가와 히로미, 나가야마 사라)
루카와 카에데의 비공인 팬클럽.
결성 당초는 3명이었지만, 서서히 증원 되어 마침내는 경악할 인원수가 친위대가 되어, 히로시마에까지 온다. 전원이 루카와를 무섭게 몹시 사랑하고 있지만, 루카와가 최초부터 능숙했다고 착각 하거나 치어걸의 모습을 하고 큰 소리로 응원하는 등, 단순한 응원 집단이다. 전원이 사쿠라기를 싫어하고 있어 사쿠라기에 대해서 당당히 짖궂음에 동일한 불평을 늘어 놓아 온다. 그러나, 사쿠라기 자신도 내심은 그녀들의 일을 싫어하고 있지만, 경어를 사용한다.
고이케(小池,こいけ)(성우-히라노 마사토, 기시노 유키마사(제 30화),(제 62화)마스타니 야스노리)
굵은 테의 안경을 하고 있는 수학 교사. 수업 태도가 나쁜 사쿠라기나 루카와를 원수로 하고 있어 그들의 상대에게 애를 먹고 있다. 한 번 루카와의 잠을 방해해 맞을 것 같게 되었던 적이 있다. 담당 교과는 수학 I(애니메이션).

### 료난(능남)고교(SBS판 청솔고)
연습 시합·IH예선과 작중에서 유일하게 쇼호쿠가 두 번 대전한 고교. 가나가와 현에서는 강호에 속하는 팀이지만, 카이난과 쇼요의 벽에 가로막혀 지금까지 전국 대회 출장 경험은 없음. 우오즈미, 센도, 후쿠다라고 하는 선수가 입부하고 나서는 비약적인 성장을 이루어 카이난과 함께 우승 후보로 꼽히기까지 한다. 그러나 IH예선 결승 리그에서 카이난과 쇼호쿠에 석패해, 전국 대회 출장을 놓쳤다. 유니폼의 색은 흰색과 파란색.
우오즈미 준(魚住 純,うおずみ じゅん, 변덕규)(성우-기시노 유키마사, 김준/신흥철/김관철)
3학년, 202cm-90kg(고1 때는 199cm), 등번호 15(1학년)→9(2학년)→4, 센터(C). 호칭은 두목원숭이,2m. 신발은 아식스.
주장. 2미터를 넘는 거인이며, 농구부 입부 당시“빅 주니어”라는 별명이 붙었다. 아카기의 최대의 라이벌. 현내에서 제일 큰 중학생으로서 능남고 입학 당시 큰 이슈가 되었지만, 기초체력이 매우 약해 훈련때마다 뒤에 쳐졌고, 항상 훈련을 마치고 나면 구토를 했다. 다오카 감독에게 매일 꾸중을 듣고 다른 부원들에게도 〈단지 큰 것뿐〉이라고 험담을 들으며 힘들어하다가 퇴부를 진지하게 고려했지만, 다오카가 거구는 훌륭한 재능이라고 설득해서, 또 자신이 3학년이 되었을 때에 료난이 첫 전국 대회 출전의 꿈을 이루는 것을 꿈꾸고 있다고 고백하고 생각을 고친다. 그 후, 현 대회에서는 1학년으로 공식전에서 큰 존재감을 나타내 주목을 끈다. 그러나, 2학년 때의 IH예선 1회전이었던 쇼호쿠전에서 약팀 쇼호쿠고에 소속하는 아카기에게 완전히 가로막혀 강한 패배감을 맛본다. 그 날부터 타도 아카기를 목표로 해, 가장 싫어하던 풋워크부터 다시 단련하고 아카기에게 지지 않는 골밑의 디펜스를 몸에 익혔다. 료난 전국 최초 출장에 마지막 수단을 쓴 3학년 때의 IH예선 결승 리그 쇼호쿠전에서는, 4 파울 위에 큰 차이와 후가 없는 상황에 빠진 후, 집중력을 높인 기백의 플레이로 료난으로 다시 흐름을 되돌리는 활약을 보였지만, 격투 끝에 팀은 패배했다. IH쇼호쿠 쓰야마전을 관전에 방문했을 때, 〈팀을 위해서 스스로 몸을 펴 조역이 된다〉는 교훈을 아카기에게 전해 회복시키는 계기를 만든다. 체격을 살린 파워 플레이를 자랑으로 여긴다. 그 패기나 플레이 스타일 등에서 료난의 부동의 중심으로서 활약한다. 아카기와 비교하면 약간 뒤떨어지는 면이 있어 자유투에 약하고, 성격의 기복이 심해 카이난전에서는 심판에게 항의하다 퇴장을 당하기까지 한다. 요리사의 아들로, 여름에 개최된 대회 후에 은퇴하며 아버지의 대를 잇기 위해 수행한다. 애니메이션에서는 농구의 집착을 끊을 결의는 단단하고, 권유에도 불구하고 동아리에는 얼굴을 내밀지 않았다. 그러나, 소요와의 혼성 팀으로의 쇼호쿠와의 연습 시합의 권유를 받고 처음은 거절하지만, 〈아카기와의 대결을 끝낸다>는 생각으로 출장을 결심한다. 등진이라고 하는 명PG를 얻어 그 실력을 마음껏 발휘했다. 그러나, 원작 종료후의 칠판 만화에서는 은퇴 후도 언제나 동아리에 얼굴을 내밀며, 낚시를 하느라 농구부 일을 게을리 하는 센도 때문에 늘 걱정하는 모습.
센도 아키라(仙道 彰,せんどう あきら, 윤대협)(성우-오오쓰카 호주/김환진/안지환)
2학년, 190cm-79kg, 등번호 12(or 13,1학년)→7, (스몰 포워드)SF, 포인트 가드(PG). 사쿠라기가 붙인 별명은 '빗자루 머리'. 가나가와 베스트 5. 신발은 컨버스.
료난이 자랑하는 천재 올 라운드 플레이어. 득점력은 〈우오즈미·후쿠다 같은 것보다 훨씬 무섭다〉라고 아카기가 말할 정도로, 드리블 스킬도 초기의 사쿠라기, 루카와를 일순간으로 앞질러, 게임 능력도 마키에 필적하는 능력을 가진다. 개인 플레이만 능숙한 것이 아니라 팀 전체의 흐름을 읽고 지휘하는 능력도 뛰어나며, IH예선 결승 리그에서는 PG도 해내 필요한 요소도 겸비하고 있었다. 〈주간 농구〉에서는 IH에 갈 수 없었던 지방의 고교생임에도 불구하고 특집을 기획하는 듯 파격적으로 주목을 받았다. 루카와와의 1 on 1에서는 1대 1의 오펜스로의 의미를 시사하는 발언을 남겼다. 우오즈미나 이케가미와 같은 선배도 포함해 팀메이트, 감독에게는 절대적인 신뢰를 받고 있다. 다오카 감독에 의해 도쿄의 중학교에서 스카우트되었다. 그 후, 2학년으로 가나가와 No.1 플레이어인 마키와 어깨를 나란히 하는 존재로까지 성장한다. 또, 점수따기 기계로부터 패스 돌리기를 하게 되었던 것이 후의 루카와에 있어서 택북 공략의 힌트가 된다. 농구 이외에도 발언에는 매우 설득력이 있어, 우오즈미가 빠져 침울한 분위기의 동료를 격려하는 등 2학년이면서도 캡틴으로서의 그릇도 가진다. 사쿠라기의 숨은 재능을 팀메이트의 누구보다 빨리 간파한다. 또, 루카와와의 1 on 1을 마음속으로부터 즐기는 곳은 한 때의 점수따기 기계로서의 성격에 의한 것이다. 그 한편으로 원맨 플레이로 달리기 십상인 루카와의 약점을 간파하여, 〈최후는 내가 이긴다〉라고 하는 자신을 가지고 있다. 천재 플레이어면서,〈천재인 것은 코트 위에 있어서만〉이라는 평가를 받으며 일상 생활에서는 어딘가 나사가 빠진 듯한 어리버맇한 모습. 연습 시합 때는 늦잠을 자서 지각했음에도 당당히 등장해 다오카 감독이 기가 막혀 했다. 중학생 시절에 동학년의 사와기타 에이지(센도는 이름을〈기타자와〉라고 잘못 외우고 있었다)와의 대전 경험이 있는 것 같지만, 그에게는 이길 수 없었다고. 우오즈미, 이케가미 은퇴 후의 료난의 새로운 주장으로 취임했다. 바다낚시가 취미로, 원작 종료후의 칠판 만화에서는 월척이 잡혔다고 기뻐하고 있지만 농구부 활동은 언제나 게으름을 피우는 듯. 그리하여 우오즈미에게도 질책받고 다오카 감독은 이미 주장 교체를 고려 중이었다. 이로 인해 후쿠다와 고시노가 차기 주장을 노리며 신경전을 벌이기도 한다
후쿠다 깃초(福田 吉兆,ふくだ きっちょう, 황태산)(성우-이시가와 히데오/박규웅/안종덕)
2학년, 188cm-80kg, 등번호 13, 파워 포워드(PF).
농구 경험은 중학교 2학년 끝 무렵이 첫 시작이었고 고교 입학 당시는 신입생 중에서도 하위권었지만, 센도를 과잉 의식해 급속히 성장했다. 화려한 오펜스로 팀에 기세를 가져오는 그 플레이는, 다오카 감독이 〈센도조차 할 수 없는 것〉이라고 하는 최대급의 찬사를 받았다. 카이난의 소이치로(신준섭)와는 중학생 시절의 동급생. 사쿠라기에게 경어를 사용하도록 강요하는 등, 선배·후배의 관계에는 엄격한 모습이다. 외모에 어울리지 않게 섬세하고 감정이 나타나기 쉬운 타입이며, 그 일을 깨닫지 못했던 다오카가 엄하게 꾸짖는 지도 방침으로 후쿠다를 대했고 참다 참다 폭발한 후쿠다가 시합 중에 다오카에게 폭동을 일으켜 무기한 동아리 활동금지가 되어 버렸다. 그 때문에 농구에, 특히 플레이를 칭찬 받는 일에 늘 굶주려 있다. 강력한 공격력에 비해 수비는 상대적으로 약한 편이며, 3점슛이 등의 원거리 공격에도 약하다. 사쿠라기에 대해, 정면 승부에서 처음으로 완전 패배를 맛보게 했지만, 애니메이션 라스트 매치의 쇼호쿠 대 소요·료난전에서는 점프 슛을 습득한 사쿠라기에 대항하다 져서 떠났다. 등장전에 작자가 생각하고 있던 캐릭터 설정안에는 〈능력은 높지만 게으름 피우기 십상으로, 다오카가〈본래라면 저녀석은 사용하고 싶지 않다〉라고 생각한다〉라고 한다. 실제로 등장한 후쿠다의 캐릭터와는 반대라고 할 수 있는 설정도 있었다. 동아리 활동 무기한 금지 시기는 동료들과 함께 농구를 하고 있었다.
이케가미 료지(池上 亮二,いけがみ りょうじ, 허태환)성우-미도리가와 히카루/장세준/이정구)
3학년, 183cm-74kg, 등번호 5, 파워 포워드(SF).
료난의 부주장. 굵은 눈썹과 리젠트 헤어가 특징. “디펜스만큼은 료난의 넘버원", "디펜스의 스페셜리스트" 등의 평가를 듣고 있다. IH예선 결승 리그의 다케사토전까지는 스타팅 멤버였지만, 감독에 대한 폭동으로 무기한 동아리 활동금지가 되어 있던 후쿠다가 복귀한 후의 카이난전, 쇼호쿠전에서는 벤치 스타트가 되었다. IH예선의 카이난전에서는 마키로부터 스틸을 결정하고 연장전에 반입하는 계기를 만들었다. 디펜스의 기술은 상술한 대로 마키, 또 루카와로부터도 공을 빼앗을 정도. IH예선 카이난전에서는 로소이치, IH예선 쇼호쿠전에서는 미츠이(정대만)를 완벽히 봉쇄, 정대만에게 피로만 쌓이게 만들었다. 그러나, IH예선 쇼호쿠전 종반에서는 프리가 된 고구레에게 3P를 줘서 패전의 요인이 되었다. 우오즈미와 마찬가지로 IH예선 종료 후에 은퇴한다. 농구부를 은퇴할 때, 눈물 흘리는 우오즈미에 대신해 시원스럽게 답사를 말했다. 애니메이션에서는 은퇴 후 히코이치의 권유로 쇼요와의 합동 팀으로의 쇼호쿠와의 시합에 참가했다. 스타팅 멤버로 출장해 전반 도중에 센도와 교대하였으나, 그 디펜스 능력이 높이 평가되어 후쿠다와의 교대로 다시 출장해 시합 종료까지 싸웠다.
고시노 히로아키(越野 宏明,こしの ひろあき, 안영수)(성우-사토우치 시노부/김환진/김승준)
2학년, 174cm-62kg, 등번호 6, 슈팅 가드(SG).
한가운데가 갈라진 헤어 스타일이 특징이다. 다오카가 말하길, 지기 싫어하는 성격이 남들의 두 배로 강한 선수. 쇼호쿠와의 연습 시합에서는 사쿠라기를 두려워하지 않고 돌격했고, 애니메이션에서는 마음 속으로 우오즈미에게 존칭을 생략하고 있다. 쇼호쿠전에서는 전반은 미쓰이와 대결했으며, 후반은 이케가미와의 교대로 일단 벤치로 돌아온 후 다시 우에쿠사와의 교대로 재투입되어 미야기를 마크한다. 또한 쇼호쿠 대 쇼요전을 관전 중, PG는 우에쿠사임에도 불구하고 자신이 올라가는 일이 되어 있는 발언을 해, 우오즈미도 거기에 동조하고 있었다.
우에쿠사 토모유키(植草 智之,うえくさ ともゆき, 백정태)(성우-시오야 코조, 쓰지타니 고지(제 74,75화),(76화)사토우치 시노부)
2학년, 170cm-62kg, 등번호 8, 포인트 가드(PG).
다오카 감독이 말하길, 미스가 적고 농구를 잘 알고 있는 선수. 센도의 평에 따르면 '스태미너에 자신이 있는' 선수이지만, IH예선 쇼호쿠전에서는 미야기와의 매치 업에 의해 체력을 현저하게 소모해 미스를 연발, 도중 교대가 된다. 애니메이션에서는 빈번히 성우가 바뀌었다.
아이다 히코이치(相田 彦一,あいだ ひこいち, 박경태)(성우-오노사카 마사야/오세홍/박상훈/김일)
1학년, 165cm-52kg, 등번호 15, 포인트 가드(PG).
오사카 출신으로 간사이 사투리로 말하며, 유명 선수를 체크한 극비의 체크 노트를 가지고 있어 여러 가지 선수를 체크하고 있다. 그러나, 극장판 제 2작의 엔딩으로 그 노트를 센도에게 들켜 버리는 장면이 있었다. 누나인 야요이는 농구 잡지〈주간 농구〉의 기자. 착각에 의해 초기부터 사쿠라기를 천재 플레이어로서 주목하고 있어, 4시합 연속 퇴장＆무득점의 사쿠라기를 부진이라고 믿고 있었다. 사쿠라기와의 회화에서는 스스로는 벤치워머도 할 수 없다고 말하고 있었지만, 후에 벤치에 앉아 료난의 경기들을 관전하게 된다. 실제로 플레이하고 있는 묘사는 없고, 거의 매니저적 존재이다. 쓸데없는 말이 많은 타입으로, 다오카 감독에게 주먹으로 맞는 일도 자주 있다. 센도를 존경하고 있어, 오사카 예선을 관전에 방문했을 때에는 그를 모욕한 기시모토에게 격렬한 분노를 드러냈다. 또, 쇼호쿠 대 소요전에서는 자신과 마찬가지로 키가 작은 미야기가 소요의 장신 선수들에 맞서 활약한 것에 감동해, 애니메이션에서는 <그 때의 미야기와 같은 플레이어를 목표로 한다〉라고 말했다.
스가다이라(菅平,すがだいら, 신골진)(성우-쓰지타니 고지)
등번호 11,센터(C).
IH예선 카이난전, 쇼호쿠전에서 우오즈미에 파울이 늘어났을 때에 등장한 선수. 센도의 요청에〈네〉라고 대답하는 장면이 있다. 미야기가 말하길 〈신장은 하나미치 정도〉. 쇼호쿠전에서는 아카기와 올라갔지만, 파워, 기술 모두 압도 되어 전혀 상대가 되지 않았다. 다카사고 로부터〈그 대기 센터에는 너무 과중하다〉라고 말해지는 등 역량적으로는 우오즈미의 발밑에도 미치지 않는 모습.
다오카 모이치(田岡 茂一,たおか もいち, 유명호)(성우-이시즈카 운쇼/이윤선/유제상/안장혁)
감독, 사쿠라기에게는 항상 '영감' 혹은 '꼰대'라고 불린다.
연령은 41세. 매우 성미가 급하고 어려운 인물로, 시합 중 상대편에서도 놀라게 한 플레이를 실시한 선수는 고함치고 생각해 내는 것만으로 부원들이 식은 땀을 흘릴 정도의 연습을 시키지만, 부를 그만두려고 생각하고 있던 우오즈미를 격려하고 설득해, 카이난전 전에는 맹연습에 계속 참은 선수들을 위로해 칭찬하는 등의 일면도 있다. 우오즈미가 입부하고 나서는 진심으로 IH출장을 시야에 넣어 스카우트에 분주. 중학 MVP인 미쓰이나 미야기, 루카와의 스카우트는 실패에 끝났지만, 도쿄에서 센도를 끌어들여 오는 것에 성공했다. 입부 당시는 좌절하기 시작하고 있던 우오즈미를 카나가와 톱 클래스의 센터에, 센도를 일류의 오프 라운더로 성장시켰다. 감독 경력은 10년 이상이다. 고교시절은 〈가나가와에 다오카 있어〉라고 말해질 정도의 명선수로, 카이난의 다카토우 감독과는 그 무렵부터의 인연의 관계이며, 학년은 다카토우보다 1학년 위이다. 고교시절은 지금에 말하는 센도와 루카와의 관계에 해당한다고 칭했지만, 료난의 선수들에게서는 〈거짓말쟁이〉 취급을 당해 버린다. 고교 2학년 당시의 등번호는 7. 사쿠라기를 〈상당히 머리가 나쁜 놈〉이라고 오해하고 있었다. IH예선시에도〈할아범〉취급을 당했다. IH 예선의 쇼호쿠전에서는 루카와·미쓰이·아카기를 철저하게 경계해, 쇼호쿠의 불안 요소를 철저하게 이용해 후반 도토우가 뒤쫓음을 보이지만, 고구레와 사쿠라기를 얕잡아 봐 버린 것 때문에 이 2명에게 승부를 결정할 수 있게 되어버린다. 패전 후의 인터뷰로 〈패인은 나다. 료난의 선수들은 최고의 플레이를 했다〉라고 발언해, 전력을 다하면서 시합에 진 선수들에게의 걱정과 사죄도 보였다.

### 카이난대학 부속 고교(해남대 부속고)
쇼호쿠가 IH예선 결승 리그의 초전에서 싸운, 전국에서도 유명한 강호교. 〈가나가와의 왕자〉라고 불리는 강호에서 과거 16년 연속(작중에서 17년 연속으로 기록을 갱신) IH출장, 전국 대회 2위(전년도 베스트 4：준결승으로 산노우 공업에 패배) 등, 훌륭한 실적을 가진다. 연습은 질·양 모두 현격한 차이로도 알려져 각 중학의 에이스로서 울린 사람이 동경해 많이 입부하지만, 너무나 어려워서 그 대부분은 그만둔다. 작중 자세하게 그려진 시합에서는, 쇼호쿠가 공식전에서 진 유일한 팀이다. 또, 다케사토전 이후의 쇼호쿠의 공식전을 팀 일동으로 4전 모두 관전하고 있다(그러나, IH에서는 마키·키요타·감독 이외는 거의 그려지지 않았다). 애니메이션의 엔딩에서는 카이난의 선수들은 4패턴 모두에 등장한다. 주간 농구의 IH출전교로서의 종합 평가는 A랭크. 유니폼의 색은 보라색과 흰색.
마키 신이치(牧 紳一,まき しんいち, 이정환)(성우-에가와 히사오/김준/박규웅/김관철)
3학년, 184cm-79kg, 등번호 12(1학년)→8(2학년)→4, 포인트 가드(PG). 타칭 '해남의 왕자', '도내 No.1 가드'. 사쿠라기가 부르는 별명은 '애늙은이'. 가나가와 베스트 5(MVP). 신발은 리복.
주장. 시합 종료 직전의 가장 괴로운 장면에서 최고의 플레이를 할 수 있는 진짜 가나가와 No. 1 플레이어. 그 이름은 사쿠라기도 부러워하는 전국구. 1학년 때부터 괴물로 불려 3년간 모든 도전자를 계속 치워 항상 승리자로 계속된, 카이난이 내거는 〈연승〉을 가장 실현한 인물. 신이치의 페네트레이트는 몇 사람이 아니면 억제하지 못한다. 팀에게 주는 영향력에는 절대적이어서, 안자이는 〈카이난 공격의 시작은 언제나 마키〉라고 설명한 뒤에 아카기, 루카와, 미야기, 미츠이를 마크에 붙게 하는 확실히〈도박〉이라고 할 수 있는 작전을 사용했고, 수비를 우려하는 아야코의 걱정에는 〈그 만큼의 가치가 있는 플레이어〉라고 칭했다. 슬로우 스타터로 중반으로부터 상태를 올려 오기 위해, 아이다 야요이는 팀을〈그가 그렇기 때문에인가 카이난은 시합 중에 상태를 올려 오는 경향이 있다〉라고 평가했다. 쇼호쿠전에서는 팀 최다의 30득점을 기록한 후, 다른 2항목은 불명하지만 트리플·더블을 달성했다. 파워와 스피드를 겸비하고 미야기를 제쳐, 아카기를 싸워 이겨 득점을 획득할 수 있는 선수. 파울에 의해서 그를 멈추려고 반대로 날아간 고시노는〈마치 덤프트럭과 같다>고 칭했다. 자기보다도 높이가 있는 사쿠라기나 루카와, 센도의 덩크를 블록 할 수 있는만큼, 점프력도 높지만 본인은 덩크를 하지 않는다. 시합중 격렬한 피지컬 컨택트를 반복하면서도, 부상 한 번 없는 강인한 육체의 소유자이기도 하다. 또한 매우 능숙하게, 사쿠라기의 파울을 접수 취해 날아가면서도 슛을 결정할 수 있는 만큼이어서, 리바운드 분쟁에도 적극적으로 참가해 쇼호쿠전 종반에는 스크린 아웃으로 아카기를 억누르는 장면도 있다. 격렬한 플레이 스타일의 한편으로 전술에도 뛰어나 두뇌 플레이도 자신있고, 코트상에서는 자주 비정한 면을 보이는 일이 있다. 상대가 약점을 보이면 철저하게 거기를 찔러, 경험이 부족한 플레이어에 대해서는 파울을 권하거나 반대로 스스로 파울을 범하는 등, 숙련의 기술로 번농 한다. 그러한 것은 아카기가 〈승리의 굶주림〉이라고 말하게 했을 정도. 쇼호쿠의 주요한 공식전에서는 모두 시합의 분석·해설역을 담당한다. 지구 예선의 1회전에서 아이치현 예선 결승 리그에까지 관전에 방문한다고 하는 연구 열심인 면이 있어, 또 시합을 관전하고 있어도 안색을 바꾸지 않고 보고 있는 것이 많아, 관전중에 경악한 표정을 보이는 것은 적다. 자신이〈가나가와 No. 1〉의 존재인 것을 자각하고 있어, 우오즈미에게 〈가나가와 No. 1의 간판은 오늘 한정해 내려 준다〉라고 말해지면 <너에게는 무리이다〉라고 하며 돌려주는, 도전해진 승부에는 당당히 응하는 등, 왕자인 것 같은 행동거지도 있다. 동료를 생각하는 면도 있어, 쇼호쿠전에서 시합 데뷔를 완수한 미야모쓰에게 〈너의 3년 간을 부딪혀 봐라〉라고 고무해, 미야모쓰가 3P슛을 결정하면 〈카이난의 유니폼을 입을 만한 남자다〉라고 미야모쓰를 칭찬한 후에 그를 경시하고 있던 쇼호쿠 멤버에게 경고했다. 한편으로 아카기가 부상에 의해 빠졌을 때, 〈상대의 약점을 이용하는 일을 하지 않아도 이길 수 있다〉라고 발언한 기요타에게 〈가이난의 플레이어라면 응석부린 것을 말하지 말아라〉라고 일갈해, 나머지 45초에 4점 리드하고 있는 것에도 불구하고 코트상의 멤버에게 각각의 마크맨을 주의하듯이 확인한다고 한 어려운 면도 볼 수 있다. 오프 코트에서는 지극히 온화한 인물. 무리하게 따라 온 키요타와 돈을 가지고 있지 않은 사쿠라기를 나고야까지 데리고 가는 등, 상급생의 선배답게 좋은 면도 보이고 있다. 반면, 어른스럽지 못한 면도 있어, 쇼호쿠 쓰야마전에서는 미야기의 〈가나가와 No. 1 포인트 가드 마키 신이치(자기자신)를 앞지른 미야기 료타〉라는 대사에 민감하게 반응해(자부심이 굉장히 강한 듯 하다.), 직후 미야기가 파울을 범하면 우쭐거린 얼굴로 팔장을 껴〈 아직이야,미야기……〉라고 발언했다. 늙은 얼굴인 것을 신경쓰고 있고, 사쿠라기에 지적되었을 때, 〈겉늙어 보이는 것은 오히려 아카기 쪽이지〉라고 반론한다. 사쿠라기가 다오카를〈할아범〉이라고 부르는데 대해 자신은〈애늙은이(또는 아저씨)〉이므로 마음이 놓이거나 하고 있었지만, 다카미야에게는 감독과 오인당해 쇼크를 받았다. 수업중에는 안경을 쓰고 있는 것 같다. 머리 모양은 초기의 무렵은 올백이었지만, 쇼호쿠와의 시합 이후 가운데 가리마를 탄 스타일로 바뀌었다. 사쿠라기의 덩크를 멈추려고 인텐쇼날·파울이 선고된 장면은, 〈사쿠라기를 차버리고 있다〉라고 오해 받는 일이 있지만, 실제는 왼손으로 두드려 떨어뜨리고 있었다. 원작 종료후의 칠판 만화에서는 서핑을 하고 있다. 이것은 작자 이노우에가 메이킹에 대해〈마키의 색이 검은 것은, 그것은 실은 서퍼이니까라고 하는 설정이 있었습니다만, 본편에서 그것을 하면 분명하게 뜬 이야기가 되어 버리기 때문에, 사용할 수 없었어요〉라고 말해 그린 장면이다. 그 장면에서는 서핑 하는 마키를 목격한 아이다 야요이가〈(피부의) 검음의 비밀은 잡았다〉라고 한다.
, SF, 가드 포워드(GF).
자칭:넘버원 루키, 도내 No.1의 이름을 물려받을 남자, (가나가와) No. 1 루키, 루키 센세이션. 사쿠라기가 부르는 별명은 '야생원숭이'. 신발은 리복.
본 작중 가장 신장이 낮은 슬램 덩커. 타고난 신체능력과 게임센스로 고등학교에 들어간 첫 해에 강호 카이난의 스타팅 멤버의 자리를 획득한다. 사쿠라기와 마찬가지로 루카와에게 적개심이 강하다. 쇼호쿠전에서는 루카와나 아카기에 다루어지거나 슛 미스나 슛 블록 되는 장면이 눈에 띄었지만, 최종적으로는 팀에서 소이치로를 뒤잇는 18득점을 기록한다. 예의가 없고 시합 중에 절실히 상대에게 덤벼드는 것, 경이적인 신체 능력, 같은 등번호 10번 사쿠라기란 무엇인가와 공통점이 많아 서로 루카와의 적개심이 강한 것부터 서로 〈야생 원숭이〉라고 부르고 있다. 게다가 사쿠라기의 실력을 인정했지만 산노우전에서 사쿠라기가 교대 출장하면 재미있지 않을 것 같은 표정을 보이는 등, 사쿠라기에게는 라이벌 의식에 가까운 감정을 가지고 있는 것 같다. 매우 튀고 싶어하는 사람이며, 쇼호쿠전의 시합전에는 사쿠라기와 루카와에 먹어 걸려, 료난전의 업에서는 크게 바운드 하고, 원맨아리워프를 결정하려고 하거나(결과는 볼이 그대로 링에 들어가 실패), 쇼호쿠 대 료난전에서는 사쿠라기와 루카와의 인기에 질투하는 발언을 하고 있었다. 작중에서는 대부분의 득점 묘사가 덩크이며, 그 이외의 득점 묘사는#106의 1회(레이업) 뿐이다. 그러나, 우오즈미 등 빅 맨의 머리를 뛰어넘어 결정하는 덩크는 시합의 흐름을 바꿀 수 있는 파괴력을 가지고 있다. 세미 롱으로, 시합마다 머리카락의 묶는 방법이 다르다. 연상이나 첫 대면의 상대에 대해서도 무례한 태도를 취하는 것이 많이 있어, 료난의 선수에게서는 〈이런 무례한 놈은 그 사쿠라기 이래다〉라고 해졌다. 단지 사쿠라기와 달리 자팀의 감독이나 선배에 대한 경우에 한정해, 제대로 경어를 사용한다. 또, 타교생 등에 선배를 바보 취급 당한다고(자신의 일은 제쳐놓고) 정말로 화낸다고 하는 일로부터, 선배에 대한 존경은 진짜이다. IH예선 쇼호쿠전 종반에서는 눈을 본 것만으로 미쓰이의 3P를 읽어 승리를 불러 들였다. 원작 종료후의 칠판 만화에서는 대형개를 기르고 있는 것이 판명되어, 개와 함께 달리고 있었다.
진 소이치로(神 宗一郎,じん そういちろう, 신준섭(성우-칸나 노부토시/김환진/유제상/신흥철/김승준(처음), 남경표(나중))
2학년, 189cm-71kg, 등번호 6, SF, SG, GF. 가나가와 베스트 5. 신발은 나이키
신체 능력은 높지 않지만, 맡겨진 볼을 확실히 바스켓에 넣을 수 있는 퓨어 슈터이며, 본작 굴지의 3P슈터이기도 하다. 원래의 포지션은 C였지만 선이 가늘고, 연습으로 마키나 다카사고에 몇 번이나 계속 날아가 다카토우에게도 〈센터는 도저히 무리이다〉라는 평가를 받는다. 그 때문에 1년 전은 벤치에 들어가 있지 못하고, 응원석에 있는 입장이었다. 그러나 그 후, 1일 500개의 슈팅 연습을 매일 빠뜨리지 않고 계속해 카이난의 스타팅 멤버의 자리를 탈취했다. 마키와는〈최강 콤비〉라고까지 말해지게 된다. 쇼호쿠전에서는 외보다 적은 출장 시간이면서 22득점을 기록해, IH예선에서는 루카와를 억제해 1시합 평균의 득점 1위를 기록한다. 다카토우가 말하는 〈카이난에 천재는 없다. 다만 노력하는 사람이 있을 뿐〉이라는 어구를 상징하는 인물. 그 득점력은 상대의 전술을 좌우하는 영향력이 있다. 부드러운 슛은 작중 부제에서도〈SILK〉 라고 표현되고 있다. 후쿠다와는 중학생 시절의 동급생. 사쿠라기에게 슛이 블록 되었을 때의 일이 강렬하게 인상에 남아 있는 모습이다. 과묵하지만 무뚝뚝하다기 보다는 온화하고 얌전한 인물이며, 경박한 사람인 키요타에도 기가 막히는 일 없이 교제해 주거니와 상냥한 일면을 볼 수 있다. 원작 종료후의 칠판 만화에서는 묵묵히 런닝을 해내고 있어 아이다 야요이에게 〈카이난의 힘의 상징일지도 모른다〉라고 평 되었다.
다카사고 카즈마(高砂 一馬,たかさご かずま, 고민구)(성우-카와즈 야스히코/유제상)
3학년, 191cm-80kg, 등번호 5, C.
가나가와 강호 팀 중에서는 약간 사이즈·파워 부족의 센터이지만, 그 만큼을 〈능숙함〉으로 보충해, 가이난 주력인 백 코트진을 보좌하고 있다. 쇼호쿠전에서는 자신의 득점이야말로 6득점에 끝나, 올라간 아카기에게는 33득점을 허락해, 또 쇼호쿠 스타팅 멤버 각각 번농 되는 장면이 눈에 띄었지만, 중요한 국면에서 사쿠라기에 리바운드를 받게 하지 않고, 료난전에서는 우오즈미를 파울 트러블에 빠뜨리는 등, 요소 요소에서 활약했다. 결과적으로 사쿠라기의 패스 미스, 우오즈미의 퇴장을 불러, 가이난의 승리에 최대급의 공헌을 했다. 사쿠라기를 아마추어로서가 아니고, 아카기급의 플레이어로서 평가해, 아카기와 같이 서로 싸웠다. 스크린 아웃이 매우 능숙하다.
무토 타다시(武藤 正,むとう ただし, 김동식)(성우-시오야 코조)
3학년, 184cm-75kg, 등번호 9, F.
강호 카이난에 대해 특별히 눈에 띄지 않는 플레이어. 리젠트 헤어가 특징. 득점력은 와이드 오픈에서도 제외해 버리거나 프리로 골밑슛을 제외해 버린다고 하는 꼴로, 원작으로의 득점 장면은 그려지지 않았다(쇼호쿠전에서는 5득점을 기록한 것 외의 작중에서 묘사는 없다). 쇼호쿠전에서는 미쓰이를 어렵게 체크해, 그를 8득점에 억제, 경악 시켰지만 료난전에서는 후쿠다에 번농 되어 작중 묘사되고 있는 것만으로 26득점을 허락해 버렸다. 또, 애니메이션의 다케소노전에서는 덩크 슛을 결정하는 장면도 있었지만, 이후는 하지 않았다. 다케소노의 선수에게 〈너희들과는 레벨이 다른 것〉이라고 발언하는 등, 명백하게 불쾌한 성격으로 되어 버리고 있다.
미야마스 요시노리(宮益 義範,みやます よしのり, 홍익현)(성우-사토우치 시노부/유제상/손선근)
3학년, 160cm-42kg, 등번호 15, 슈팅 가드 (SG). 사쿠라기는 미야모스가 처음 등장했을 때 "뭐지 저 외계인은?" 라고 언급했다
외형은 가냘프고 몸집이 작으면서 슛은 훌륭하고, 소이치로를 제외하면 팀 No. 1의 슈터라고 말해질 정도의 실력자이다. 입부 당초는 초심자였지만 매우 근성이 있어, 3년간의 가이난의 하드한 연습에 참아 남의 두배 노력해 온 적도 있어, 선수 사이에서의 신뢰도 매우 두껍다. 마키는 미야모쓰가 마크를 달게 여겨진 틈에 3P를 결정했을 때는 〈가이난의 유니폼을 벗은 남자다〉라고 그의 실력을 호평하고 있었다. 〈우주인〉이라고 하는 별명의 유래는 시합 중 안경 대신에 착용한 고글 때문. 다카토우 감독이 사쿠라기 마크에 내보낸다. 처음은 미야기에 시원스럽게 스틸 되는 등 서투른 인상을 보이지만 2개 연속으로 슛을 결정해(1개는 3P), 후반에 신이치의 철저한 마크로 카이난의 공격이 막혔을 때에 제３ scorer로서 등장해, 또 미야기의 드라이브를 제대로 누르는 등 활약을 보였다. 쇼호쿠전에서는 최종적으로 9득점(3점슛 3개)을 기록한다.
고스게(小菅,こすげ, 고스게)
등번호 8. 카이난의 대기 선수. 애니메이션의 다케조노전에서 무토를 경칭 생략으로 하는 장면이 있었다. IH 2회전 마미야니시전에서 이름이 판명. 다케조노전·쇼호쿠전·IH 마미야니시전에 등장. 쇼호쿠전에서는 무득점에 끝난 것의, 마미야니시전에서는 점프 슛을 결정하는 장면이 업으로 그려져 있다.
타카토우 리키(高頭 力,たかとう りき, 남진모)(성우-사토 마사하루/김환진/신흥철/박지훈)
카이난의감독. 사쿠라기의 약점을 즉석에서 간파해 일견 미스매치라고 생각되는 미야모스를 붙인다. 그러나, 대전 상대의 쇼호쿠의 예비 조사를 전혀 하지 않는 등의 일면도 있어, 쇼호쿠전에서는 루카와등의 활약에 깜짝 놀라게 된다. 또, 스코어가 리드하고 있을 때는 온화하지만, 따라 잡혀 오거나 동점일경우 바로 그때 기분이 나빠지는 버릇이 있다. 시합에서는 언제나 부채를 가지고 있지만, 쇼호쿠전에서 동점을 허용하자마자 두동강으로 꺾어버린다.  료난과 시합전 다오카 모이치와는 한번 붙어본적이 있었다. 고교시절은〈공포의 신입생〉이라고 칭해진 것 같아서, 다오카와는 그 무렵부터의 인연의 관계. 다오카는 〈다오카 선배〉라고 불러, 료난전에서의 시합전에 다오카와 악수했을 때에 〈변함 없이 얼굴 큰데〉라고 말해진다. 고교 1학년 당시의 등번호는 11. IH쇼호쿠 VS 도요타마전에서는 화려한 셔츠를 입고 등장했다. 원작 종료후의 칠판 만화에서는 멤버에 대해 다오카와 논의하고 있어, 최종적으로는 어느 쪽이 감독을 할까로 불꽃을 튀기고 있었다.

### 쇼요(상양)고교
IH예선 결승 리그 진출을 갖고 쇼호쿠와 대전한 고교. 스타팅 멤버 4명이 190cm대의 신장을 자랑하는 매우 몸집이 큰 팀. 벤치에 들어가지 못할 부원이 대부분 있는 명문교로, 애니메이션에서는 과거 4년 연속 IH출장을 완수했다고 설명되고 있다. 현 내에서는 가이난에 뒤잇는 강호로 불리고 있는 고등학교이지만 정규의 감독은 없다. IH 후도 3년의 스타팅 멤버 전원이 남았다. 유니폼의 색은 초록과 흰색.
후지마 켄지(藤真 健司,ふじま けんじ 김수겸)(성우-쓰지타니 코지/오세홍/손원일/김승준)
김수겸, 3학년, 178cm-66kg, 등번호 13(1학년)→9(2학년)→4 포인트 가드(PG). 사쿠라기가 부르는 별명은 '후보선수'
주장 겸 감독. 평상시는 식스맨이지만, 사령탑으로서 팀에 미치는 지배력은 절대이며, 후지마가 코트에 선 순간, 팀메이트는 그의 손이 되고 발이 된다. 190cm대의 신장을 자랑하는 팀에서 신장은 그만큼 높지 않지만, 점프의 최고점에 도달하기 전에 슛을 발한다고 하는 독특한 타이밍을 가지고, 왼손잡이인 것부터 그의 슛을 멈추는 것은 매우 어렵다. 평상시는 쿨하지만 코트상에서는 마치 딴사람과 같이 뜨거운 성격이 되어, 그의 최대의 라이벌인 마키는 〈플레이어로서의 놈은 쿨하다고는 멀다〉라고 말하고 있다. 또, 단정한 얼굴 생김새로부터 여성 인기도 높고, 료난 대 다케사토전을 관전 중 팬의 악수에 응하는 장면이 있다. 명문 쇼요고등학교의 스타팅 멤버의 자리를 사상 최초로 1학년으로 차지해, 1연시에는 마키와 함께 〈지금부터 가나가와는 그들 두 명의 시대가 된다〉라고도 했지만, 마키의 전에 이후 2년간 항상 현 No. 2의 자리에 머물렀다. 타도 마키 마지막 찬스가 된 3년의 IH예선은 쇼호쿠전의 불과 14분에 끝나 버렸다. 선수에게 전념할 수 없었던 것을 다오카 감독은 아까워하고 있다. 결승 리그에서는〈가이난의 승리도 패배도 보고 싶지는 않다〉라고 복잡한 심경으로 가이난의 쇼호쿠전을 관전하지 않았지만, 후의 료난전, 다케사토전에서는 결국 관전에 방문하고 있었다. 2학년 때의 전국 대회에서 도요타마 고등학교와 대전했을 때에 팔꿈치를 다쳐 꿰맬 정도의 상처를 입는다. 후지마를 잃은 쇼요는 그 시합에 졌다. IH쇼호쿠 대 도요타마전 당일의 연습에서는 런닝 중 자신이 대전한 전년도의 IH로의 도요타마전을 회상하고 있었다. 애니메이션판 라스트 매치에서는 료난과의 혼성 팀에 대해 명PG로서 센도와의 절묘한 콤비 플레이를 보이고 있다.
하나가타 도오루(花形 透,はながた とおる 성현준)(성우-카자마 노부히코/김환진/신흥철/성완경)
성현준, 3학년, 197cm-83kg, 등번호 5, 센터 (C). 호칭은 안경.
후지마를 뒤잇는 쇼요의 스타 선수. 다오카에게는 아카기, 우오즈미와 함께 가나가와 No. 1 센터를 두고 싸우는 3명 중 1명으로 거론되는 실력자이다. 약간 호리호리한 몸매인 체격이나 시합 중에도 안경을 걸치는 풍모 등, 외형에서는 센터에는 어색한 인상을 받지만, 매우 머리가 좋고, 다카노와의 콤비에 의한 포스트플레이나, 아카기의 블록을 읽은 페이더웨이 점프 쇼트라고 하는 두뇌 플레이를 자랑으로 여기는 기술에 뛰어난〈유〉의 센터에서, 파워를 살린 플레이가 자신있는 아카기, 우오즈미 등의 센터와는 대조적이다. 쇼호쿠전의 전반으로는, 감독과 주장이라고 하는 2개의 중압을 짊어지는 후지마의 진정한 부담을 조금이라도 경감하려고 분투, 아카기와도 서로 싸웠다. 쇼호쿠전에서는 사쿠라기와 팔꿈치가 맞아 출혈해 안경도 갈라졌지만, 곧바로 일어나 플레이를 속행했다. 처음은 사쿠라기를 전혀 상대로 하지 않았지만, 사쿠라기와의 리바운드 분쟁에 져 종반, 나가노와 함께 사쿠라기의 파울 덩크에 취날아가는 등 번농 되었다. 그 후, IH예선 결승 리그의 쇼호쿠대 능남전을 관전 중에 〈나는 저녀석(사쿠라기)의 일은 인정하고 있다〉라고 발언하거나 그 후의 사쿠라기의 활약에 대해서, 〈세포가 순간적으로 반응했다. 그런 느낌이었다〉라고도 후지마 등에게 이야기하고 있어 사쿠라기의 재능에 일찍부터 눈치채고 있었다. 애니메이션으로의 라스트 매치의 료난과의 혼성 팀에 의한 쇼호쿠와의 시합에서는, 스스로 맨 먼저에 사쿠라기의 마크로 나왔다. 그 시합에서는 일순간만 등번호가 4번이 되어 있는 장면이 있다. 학업의 성적도 우수하서, 완전판의 표지에 의하면 기말 테스트로 학년 1위를 취했다는 것. 원작 종료후의 칠판 만화에서는 안경을 바꾸었다.
하세가와 가스시(長谷川 一志,はせがわ かずし 장권혁)(성우-시오야 코조/장세준/안종덕)
장권혁, 3학년, 190cm-81kg, 등번호 6, F.
후지마의 말에 따르면, 너무 얌전한 면이 있어 욕구가 없는 것이 결점이지만, 누구보다 노력해 팀의 주역이 될 수 있는 플레이어. 중학생 시절에 미쓰이와 대전해, 강한 패배감을 맛본다. 그 후, 거리에서 불량이 된 미쓰이를 우연히 목격해, 그에게 고함친다. 그 분노로부터 복귀한 미쓰이에 대해 〈너는 나에 이길 수 없다〉라고 말해, 시합 전에는 화장실 안에서〈미쓰이의 득점은 5점 이내에 억제한다〉라고 호언. 너무 얌전한 하세가와가 처음으로 투쟁 본능을 노출로 했으나 미쓰이에게 20득점을 허락해 버린다.
나가노 미쓰루(永野 満,ながの みつる 임택중)(성우-칸나 노부토시/남기원)
임택중, 3학년, 191cm-84kg, 등번호 7, F.
치겨 깎음이 특징. 쇼호쿠전에서는 루카와와 매치 업. 시합 종반에는 후지마와 함께 사쿠라기의 파울 덩크에 날아간다. 원작 종료후의 칠판 만화에서는 눈썹이 가늘어졌다.
다카노 쇼이치(高野 昭一,たかの しょういち 오창석)(성우-미키모토 유지/안장혁)
오창석, 3학년, 193cm-85kg, 등번호 8, 센터 포워드(CF).
쇼요의 선수중에서는 가장 외모에 특징이 있다. 쇼호쿠전에서는 사쿠라기와 매치 업. 후반으로는 파울을 무서워해 경직되는 사쿠라기로부터 득점을 거듭하지만, 최후는 회복한 사쿠라기에 패스를 컷 되어 덩크(파울에 의해 노 카운트)를 결정할 수 있어 버린다. 시합 개시 몇분에 트래블링을 해 버리지만, 애니메이션으로의 그 장면은 사쿠라기의 아카기 나오타다의 기술 "눈으로 죽인다"에 걸은 것이 되었다. 자유투의 two shot를 2개 모두 실패했다. 쇼호쿠 대 가이난전에서는 자신들을 괴롭힌 사쿠라기를 아마추어였다고 알아 분해하고 있었다. 원작 종료후의 칠판 만화에서는 나가노와 마찬가지로 눈썹이 가늘어졌다.
이토 타쿠(伊藤 卓,いとう たく 심준섭)(성우-사토우치 시노부/남경표)
심준섭, 2학년, 180cm 71kg, 등번호 9, G.
후지마를 뒤잇는 쇼요 No. 2의 가이드. 쇼호쿠전에서는 미야기와 매치 업. 원작 #100의 결승 토너먼트·쇼호쿠 대 가이난의 시합에서는 관객으로서 다카노의 왼쪽옆에 앉아 있었음에도 관련되지 않고, 눈에 띄지 않은 탓인지 어느새인가 그려지지 않게 되었다. 그 뿐만 아니라 #114에서는 다카노의 왼쪽 옆에 좌석은 없고 계단이 되어 있다.

### 미우라다이(삼포) 고교
쇼호쿠가 IH예선 초전에서 싸운 고교. 전년도는 가이난과의 시합에서 져서 전년도의 배정교는 아니다. 가이난만을 목표로 해, 쇼호쿠를 안중으로 하고 있지 않았다. 또 안자이 감독이 쇼호쿠의 농구 습격 사건으로 얽힌, 아카기이외의 스타팅 멤버 4명을 제외했기 때문에인지 초반은 아카기의 원맨 팀이라고 생각했었다. 스타팅 멤버 전원이 185 cm 이상 있는 몸집이 큰 팀이다. 약간 난폭한 플레이가 많은 것도 특징. 유니폼의 색은 흑.
무라사메 켄고(村雨 健吾,むらさめ けんご)(성우-미키모토 유지)
김용, 3학년, 186cm, 등번호 4, 스몰 포워드(SF).
주장. 료난의 선수에게서는 〈돼지얼굴〉이라고 불리고 있었다. 심판이 모르게 파울 하는 것이 능숙해, 쇼호쿠전에서는 사쿠라기에 대해서 뒤에서 손으로 누르거나 무릎 차는 것을 넣거나와 반칙 행위에 동일한 러프 플레이를 반복했다. 원작에서는 사쿠라기의 슬램 덩크를 머리에 직격된다. 시합 중에 쇼호쿠에게 대패했다. 이 시합의 뒤, 쇼호쿠의 료난전을 관전하면서 사쿠라기의 성장한 모습을 인정하고 있었다.
아라키 가즈오(荒木 一雄,あらき かずお)(성우-모리가와 노리유키,(제 31화)사토우치 시노부)
김준일, 3학년, 187cm, 등번호 5, 포인트 가드(PG).
쇼호쿠전에서는 도중까지 출장해 있던 야스다와 매치 업. 〈헤이,헤이,꼬마〉라고 해 야스다를 도발하고 있었다.
미야모토 가즈나리(宮本 和成,みやもと かずなり)
김태성, 3학년, 186cm, 등번호 6, 파워 포워드(PF).
원작에서는 무라사메 이외의 멤버에서는 유일하게 성씨가 판명되었다. 애니메이션에서는 후반에 나이토와의 교대로 벤치로 왔다.
다카쓰 히로시(高津 弘,たかつ ひろし)(성우-칸나 노부토시)
오광택, 3학년, 185cm, 등번호 7, 슈팅 가드(SG).
가와사키 아키오(川崎 昭雄,かわさき あきお）
오용준, 3학년, 192cm, 등번호 8, 센터(C).
하라다(原田,はらだ)(성우-에가와 히사와)
김노준, 감독으로,진한 콧수염이 특징이다.

### 타케자토(무림) 고교
가나가와현의 붙박이 4강. 하지만 올해는 결승리그에서 료난, 쇼호쿠, 카이난과의 3경기 연속 40점 차 이상으로 패퇴하여 탈락했다.
사오토메(早乙女,さおとめ)
최상욱, 2학년, 175cm-59kg, 등번호 8, 슈팅 가드(SG).
타케자토의 에이스이자 왼손 슈터이다.
이마무라(今村,いまむら)
권기철, 2학년, 190cm-80kg, 등번호 6, 센터(C).
타케자토의 스타팅 멤버.
감독
무능한 감독의 전형. 료난과의 1차전을 53점 차로 졌음에도 불구하고 쇼호쿠와의 경기(쇼호쿠는 료난과의 연습경기에서 1점 차로 패퇴)를 앞두고 "카이난전은 버리고 쇼호쿠전을 세 자리 수 점수차로 이기자"고 지시한 것이나, 루카와와 미쓰이의 존재를 파악하지 못하고 "제길, 언제 쇼호쿠가 저렇게 강해진 것이냐"고 한 대사에서 알 수 있듯이 소심함과 정보부재를 보여주었다.

### 윤산고 (일본명:미노와 고교)
가나가와현에 있는 고교. 치에코스포츠 점장의 모교로, 17년 전 인터하이 예선 결승전에서 해남대부고에게 한 점차로 패퇴한다. 이 후 전력이 쇠퇴해 베스트 8로 전락했고, 8강전에서 무림고에게 패한다.

## IH 출전교

### 산노우(산왕) 공업 고교
아키타현 대표, 고교 농구계의 정점으로 군림하는 고교. 2년간 패배 없이 IH3 연패를 완수해 최근 10년 〈과거 최강〉이라고도 말해지는 작중의 학년은 확실히 황금 세대. 전년도로는 IH준결승으로 카이난 대학교 부속 고등학교에게 압승해, 금년도로는 대학 올스타 클래스(많은 멤버가 IH3 연패의 주인공)의 자교 OB팀을 일축했다. 이 몬스터 팀에 전국 대회 첫출장의 쇼호쿠는 이미 2회전에서 도전하게 된다. 주 간 농구의 IH출전교에의 종합 평가는 AA랭크. 유니폼의 색은 흰색으로, 사쿠라기는 작중으로 이 팀을 〈야마오〉라고 부르고 있다(일부〈산노〉라고 올바르게 읽는 장면이 있다). 가와다 미키오 이외는 신장·체중의 데이터가 거의 밝혀지지 않았다. 애니메이션판에서는 IH편전에 스토리가 종료했기 때문에 등장하지 않는다.
후가쓰 카즈나리(深津 一成,ふかつ かずなり）
이명헌. 3학년, 180cm, 등번호 9(2학년)→4, PG.
주장. 캡틴으로서 많은 재능이 모인 스타 군단을 인솔한다. 마키나 후지마라고 하는 열혈 PG와는 대조적으로 매우 클레버하고 철저하다. 항상 시합의 흐름을 읽어, 그 자리에 응한 최고의 선택을 해 그것을 실행에 이르게 할 수 있는 고교 농구계 최고의 캡틴. 그 팀 조작방법은 감독으로부터도 절대인 신뢰를 전해져 대접전이 된 쇼호쿠전의 종료 직전에 있어서의 게임 메이크를 맡게 된다. 프리의 선수를 놓치지 않는 넓은 코트 비전과 발군의 패스 센스, 마키조차 돌파에 고전하는 단단한 디펜스에 승부 무렵에 결정하는 아웃사이드 슛과 PG에 필요한 모든 능력을 가진다. 또, 상대의 전의를 상실시키는 것과 동시에 아군의 사기를 올리는 결정적인 일을 해, 상대에게 기울어 간 흐름을 확실히 귀환시킨다. 어미에 무엇인가 적는데 열중하고 있고, 작중에서는 〈~폴〉을 붙이는 것이 특징( 이전에는 〈~베시〉였다. 또 지금도 이따금 잘못해〈~베시〉이 나오는 일도). 올라간 미야기에 대해서는 성공률의 낮은 점프 슛을 일부러 지켜보거나 종반으로의 택북에의 기책을 방해하거나 끝까지 번농했다. 산노우 캡틴이면서 대부분 신념이 그려지지 않고, 또 심정도 별로 그려져 있지 않기 때문에, 무엇을 생각하고 있는지 모르는 면이 있지만, 그 실력과 팀으로부터의 신뢰는 진짜이다. 원작 종료후의 칠판 만화에서는 〈~폴〉에 계속되는 새로운 말을 개발 중에서 〈~피놀〉이 후보가 되었다.
카와다 마사시(河田 雅史,かわた まさし）
신현철. 3학년, 등번호 14(2학년)→7, G, C, F. 신발은 아식스 재팬 L.
일본 고교 농구계 최강의 센터. 전국 톱 클래스의 scorer,리바운더,브록커. 단련해 뽑아진 몸을 풀로 살려, 파워와 스피드로 페인트 에리어내를 지배한다. 또, 센터면서 골로부터 멀어진 장소에서도 활약할 수 있어 슛도 능숙하게, 가끔 3포인트 슛도 발한다고 하는 올 라운드인 기술을 가져, 안자이가 말하길 포지션도 5번(C)에서 3번(SF)까지 해낸다라는 것. 원래의 포지션은 가이드로, 입학시는 165cm로 몸집이 작았지만, 1년간에 25cm라는 경이적으로 신장을 늘려, 이 과정에서 가이드로부터 포워드, 센터와 포지션 변경을 경험. 그 결과 가이드와 같이 드라이브 해, 포워드와 같이 점을 얻어, 한편 센터와 같이 골밑을 지배하는 이색적인 플레이어로 성장했다. 그 실력은 전일본 센터의 스기야마에 고3의 지금의 시점에서 대학에서도 센터에서 베스트 3에는 들어가면 평 되었을 정도로, 아카기도 최종적으로 현시점에서는 이길 수 없는 것을 인정했다. 도모토 감독의 지시에 의해 압도적 우세한 상태로부터 리바운드가 지배되고 흐름을 바꿀 수 있었던 사쿠라기와 올라간다. 외모에 어울리지 않게 BQ도 높고, 시합중에 사쿠라기의 종류 드문 재능을 간파해, 대항책을 제대로 강구하고 있다. 이 때에 사쿠라기의 부상에도 재빨리 깨달아, 그 능력이 스스로와의 매치 업으로 무너질 가능성을 아까워해, 미래의 성장에 기대하고 있는 것으로 스스로가 향해 오는 상대에게는 손대중 할 수 없는 성격인 것을 전해 무리하게 출장을 계속하지 않고 벤치에 있기를 권한다. 이 말에 사쿠라기는 부상을 깨닫고 위기감을 안았다. 블록 할 때는 〈해!〉라고 하는 소리를 높인다. 또, 여성 팬이 많은 사와키타를 질투하고 있다. 원작 종료후의 칠판 만화에서는 미키오를 단련하기 위해서 특훈하고 있었다.
사와키타 에이지(沢北 栄治（さわきた えいじ）
정우성. 2학년, 등번호 13(1년)→9, SF. 신발은 아식스 재팬 L.
경이적인 신체 능력과 1 on 1의 스킬을 가져, 1연시부터 고교 최강 팀인 산노우 공업의 에이스를 맡는 고교 No. 1 플레이어. 그 플레이는 자주 보는 사람이 깜짝 놀라게 한다. 광대한 득점 에리어에, 복수의 디펜더를 주고 받는 돌파력과 점프, 코트상의 9명을 눈 깜짝할 순간에 방치로 하는 주력이나 압력이 있는 디펜스, 그것들 모두가 초일류이지만 졌던 적이 없기 때문에 사와기타의 머릿속에는 패스라고 하는 선택사항은 없다. 너무 실력이 뛰어나게 우수하기 때문에 시합을 지루하게 느껴 집중력이 부족할 때가 있어, 가와다 등 선배 플레이어의 구박의 대상이 되는 일이 있지만, 본 실력을 발휘하기 시작하면 팀메이트조차도 침묵해 버린다. 아버지는 농구광으로서 유명한 사와기타 데쓰지로, 그 기술은 유년기로부터 간 아버지와의 1 on 1 경험에 유래한다. 데쓰지에게는 중학 입학시에 첫승리해, 데쓰지는 당시의 일을 〈그때의 기쁨은 지금도 잊지 않는다〉라고 말하고 있다. 중학생 시절에는 센도와도 대전했다. 아무래도 이길 수 없었던 상대로서 센도에 그 이름을 들어지고 있다. 명문 산노우 공업으로 맞이할 수 있어 전국 제패도 경험, 미국에의 농구 유학을 가까이 둔 2학년의 여름, IH 2회전에서 가나가와의 무명교의 에이스와 대결. 1개 연하의 루키 루카와를 상대로 마음껏 고교 No. 1 플레이어의 실력을 과시하지만, 반대로 그것이 새로운 라이벌의 재능을 한층 더 개화시키게 된다. 자기 현시욕구도 강하지만, 성격은 매우 순수하다 못해 둔하다. 그 때문에 쇼호쿠전에서는 사쿠라기의 기행과 미야기의 책략에 유혹해져 집중력이 중단되어 버려, 일시 플레이에 이성을 잃었다. 하급생인 미키오에 대해서 상냥하게 격려하거나 해 고무하는 측면도 있다. 또 주특기인 스쿱 슛을〈개똥슛〉이라고 매도하는 사쿠라기에도〈너의 블록은 상당히 높으니까〉라고 칭찬하고 있다. 현상에 만족하지 않고, 도전을 사는 보람으로 하고 있다. 가와다에 대해〈투박한 얼굴에 비해 슛 에리어는 넓으니까〉라고 했다가 시달린다. 3학년에〈외모 치고는 비교적 잘 운다〉라고 말해져 그 후도 가와다에 격문을 걸 수 있는 울고 있었다. 또, 중학생 시절은 농구의 높은 실력과 그 건방진 성격으로부터 다른 부원에 의한 집단 괴롭힘을 당해,학교의 뒷마당등에서 맞아 울고 있었다. 루카와와는 대조적으로 오른 팔에 검은 밴드를 장착하고 있다. 부내에서는〈산노우 농구부 시작된 이래의 미남〉이라고 해지는 것 같다. 원작 종료후의 칠판 만화에서는 비행기 안에서 영어회화를 연습하고 있었다(서투름). 또 부모님에게 감사하고 있는 장면이 있었다.
노베 마사히로(野辺 将広,のべ まさひろ)
정성구. 3학년, 등번호 5, PF. 호칭은 폴 혹은 토템폴. 사쿠라기는 '원시인'이라고 부른다.
산노우 스타팅 멤버 중, 가장 키가 큰 선수. 파워와 체중을 살린 스크린 아웃은 강력하고, 골밑의 포지션 분쟁만으로도 상대 선수를 피폐 시킬 수 있어 쇼호쿠전의 전반으로는 사쿠라기에 대부분 리바운드를 받게 하지 않았다. 팀에 scorer가 여럿 있기 때문에 득점에 관련되는 것은 적고, 스크린과 리바운드가 일의 파워 포워드의 매뉴얼과 같은 선수. 사쿠라기가 지혈을 위해 잠시 벤치로 간 사이 그를 대신해 막은 카쿠타(정병욱)은 단 몇 분만을 맞섰음에도 땀범벅이 되어 돌아왔고, "아무것도 하지 않고 있는 것 같은데 어느새 포지션을 빼앗겼다"라고 묘사하기도. 그러나, 후반 사쿠라기의 반칙 행위(심판에게는 보이지 않는다)와 위협의 점프력에 번농 되어 도중 교대 당한다.
마쓰모토 미노루(松本 稔,まつもと みのる）
최동오, 3학년, 등번호 6, SG.
무토(해남대 부속고 김동수)가 말하길,〈어느 팀에 들어가더라도 에이스가 될 수 있는 남자〉. 드라이브로부터의 슛이 자신있고, 그 드라이브는 디펜스에도 뛰어나는 미쓰이가 1보도 움직일 수 없을 정도이다. 공중에서 디펜더를 주고 받는 기술에도 뛰어나고 있다. 쇼호쿠전에서는 전반 도중에 사카기타와의 교대로 도중 출장해, 후반에 들어가고 나서는 공격면에서 대활약했다. 그러나, 아카기의 복조 후는 미쓰이의 기분 나쁨이나 언동에 동요해 디펜스가 소홀히 되어, 종반에서는 미쓰이의 3P에 대한 통한의 파울을 범해 패전의 요인을 만들어 버린다.
이치노쿠라 사토시(一ノ倉 聡,いちのくら さとし）
김낙수. 3학년, 등번호 8, SG. 호칭은 이치노.
팀 1의 스태미너와 인내력을 겸비해 〈자라 디펜스〉라는 별명을 가지는 전국에서도 유명한 디펜스의 스페셜리스트. 쇼호쿠전에서는 스타터로서 출장했다. 인내력은 이상하게 강하고, 그것이 자랑이 되어 있다. 일찍이 학교 시험 중 급성 맹장염이 터졌지만, 실신해 구급차로 옮겨지는 직전까지 참았다. 산노우 스타팅 멤버의 대부분이 최소 한 번은 도망친 합숙도 끝까지 도망치지 않았다. 또, 교내의 마라톤 대회에서도 육상 부원조차 앞지르고 우승했다. 쇼호쿠전에 출전할 당시, 미쓰이(정대만)을 '참을성이 없는 남자'로 단정지어버리고 그를 반드시 제압하겠다는 라이벌 의식을 불태운다.
가와다 미키오(河田 美紀男,かわた みきお）
신현필. 1학년, 210cm-130kg, 등번호 15, C.
가와다 마사시의 동생. 일본에서 가장 큰 고교생 선수로 여겨지지만, 체격은 근육질이라고 하는 것은 아니고, 장사와 같은 몸매를 하고 있다. 또, 체격과는 정반대로 심약하고, 언제나 벌벌 떨고 있어 형으로부터 잘 혼나는 것 같고, 말버릇은〈미안해, 형〉. 체격을 살린 포스트플레이로 처음은 사쿠라기를 곤란하게 하지만, 골밑에서 패스를 받은 뒤돌아 슛 밖에 할 수 없는 것을 같은 경우를 경험한 사쿠라기에 간파되어 반대로 압도 되었다. 골밑의 슛 밖에 할 수 없는 것이나 포지션 잡기를 잊거나 시합 중에 태평하게 사쿠라기의 이야기를 들어 버리고, 다리가 늦은 등 스포츠맨으로서는 미숙한 면이 많지만, 압도적인 체구이기 때문에 도모토 감독에게서는 일재로서 기대되고 있어 메이토모공업의 감독은 장래 모리시게의 호적수가 될 것이라고 예상하고 있었다(정작 모리시게 본인은 가와다보다 사쿠라기에게 관심을 보였다). 형과는 달리 어머니와 닮은 꼴,시합 후는 멤버로 유일하게 눈물을 흘리고 있었다.
도모토 고로(堂本 五郎,どうもと ごろう）
도진우. 감독. 쇼호쿠와의 대전을 앞두고 대학 올스타급의 OB를 모아〈가상 쇼호쿠〉라고 해, 팀과 시합을 시켜, 만전 상태로 쇼호쿠에 도전한다. 꽤 젊은 감독이지만 선수들을 신뢰해, 승부무렵을 확실히 눌러 산노우 공업을 IH 3연패로 이끈 명장. 〈승부에 절대는 없다 〉라고 하는 이념을 가진다. 인터하이에 대해도 내년, 내후년의 일을 염두에 두고, 자신과 경험을 심게 하기 위해서 1학년인 가와다 미키오를 출장시킨다. 다오카나 다카토우와 마찬가지로 최초부터 사쿠라기를 단순한 난폭자·아마추어라고는 보지 못하고, 그 소질을 간파해 가와다 마사시를 마크에 붙게 했다. 승리가 거의 확정될 때까지 벤치에 앉지 않고 코트에 무릎을 댄채 게임을 지켜본다. 마지막에 〈〈졌던 적이 있다〉라고 하는 것이 언젠가 큰 재산이 된다〉라고 하는 명대사를 남겼다.

### 도요타마(풍전) 고교
IH예선 오사카부 대회를 2위로 통과한 IH출장의 단골교. 쇼호쿠의 IH초전의 대전 상대이기도 하다. 전년도의 IH에서는 가나가와 대표 쇼요고등학교를 제치고 대회 베스트 8의 실적을 남긴다. 〈런＆건〉의 오펜스 특화 팀에서 오사카 득점 랭킹 베스트 3을 이 팀의 선수가 독점하고 있다. 아이다가 말하길 〈명문〉이라고 하는 포고 포함이지만, 자칭〈쇼호쿠의 두목〉인 홋타가 겁이 나는 만큼 상당한 불량교같고, 응원은 야유와 폭언이 눈에 띈다. 이 고등학교에서는 농구부에 매우 투자하고 있지만, 그것과 동시에 성적 부진으로 감독을 곧바로 교대하는 등의 행위도 가고 있고, 이것이 부원과 감독의 불협화음의 원인의 하나가 되어, 더욱은 농구부 전체를 혼란에 빠뜨리는 원인이 되어 있다. 선수도 난폭한 사람이라고 생각하게 하는 무리뿐만으로, 반칙에 동일한 러프 플레이를 낸다. 그 플레이로 루카와가 부상해, 그것을 목격한 사쿠라기가 격노, 아카기도 분노를 드러냈다. 또 미야기가 이타쿠라에 덤벼드는 직전까지 도발, 러프 플레이를 계속 받았다. 주간 농구의 IH출전교로의 종합 평가는 A랭크이지만, 실력적으로는 같은 A랭크에서도 가이난만큼은 아니다는 것. 유니폼의 색은 파랑. 산노우 공업처럼 애니메이션판에서는 IH편전에 스토리가 종료했기 때문에 기시모토·오오가와이외의 멤버는 본편에는 등장하고 있지 않다. 한국에서는 풍전고교라는 이름으로 소개되었다.
미나미 츠요시(南 烈,みなみ つよし）
남훈. 3학년, 184cm, 등번호 9(2학년)→4, SF. 호칭은 카리메로.
주장. 통칭 “에이스 킬러”. IH쇼호쿠전에서는 루카와를 타겟으로 했다. 기타노 전 감독의 런&간바스켓트를 동경해 기시모토와 함께 도요타마에 입학. 그 후, 성적 부진을 이유로 키타노 감독이 해임되어 자신들이 런&간바스케로 우승해, 기타노 감독을 도요타마 고등학교에 귀환시키는 것을 무엇보다의 목표로 한다. 퀵모션으로부터의 3P슛을 자랑으로 여겨, 오사카 득점 랭킹 1위의 실력을 가진다. 기시모토에 비해 쿨하지만, 기타노 감독의 런&간바스케를 부정하는 발언을 한 용감한 사람의 목을 잡는 장면도 있다. 전년의 쇼요전에서는 위협의 작정이었지만 후지마의 팔꿈치를 맞히고 상처를 입게 해 버려, 에이스를 잃은 쇼요에 승리했다. 그 이후로 "에이스 킬러"로 불리게 되어, 그도 자신 중에서 그것을 무리하게 정당화 하지만 동시에 양심에 괴로워하게 된다. 루카와의 좌목을 부어 오르게 하는 상처를 입혔지만, 그런데도 더 시합에 참가해 활약도 보이는 루카와를 보고 반대로 스스로의 죄악감에 눌러져 후반부터 상태가 완전히 나오지 않게 되어, 죄다 슛을 제외해 팀의 실속의 원인이 된다. 루카와를 완전하게 잡을 생각으로 무리한 슛에 가는 것도 생각해 머물러, 자신이 부상을 입었다. 그러나, 기타노와 재회해 그의 말로 스스로가 농구를 하는 대전제인 〈바스켓은 좋아하는가〉을 생각해내, 오사카 No. 1 scorer의 실력을 과시해 4점차에까지 뒤쫓았다. 친가는 약국 〈미나미 류세이도〉로, 시합 후에 루카와에게 사죄를 하고 바르는 약을 건네주었다. 애니메이션은 본편에는 등장하고 있지 않지만, 엔딩에 일순간만 나와 있었다.
기시모토 미노리(岸本 実理,きしもと みのり)
강동준, 3학년, 188 cm, 등번호 5, PF. 강백호는 '말꼬랑지'라고 부른다.
뒤로 맨 장발이 특징. 미나미와는 소학교로부터의 소꿉친구로, 기타노이기 때문에 모두 도요타마를 강하게 한다고 맹세한다. 쿨한 미나미와는 대조적으로, 열혈한으로 매우 급한 성질이다. 쇼호쿠가 이동 중의 신칸센에서는 고구레에게 관련된 것으로 사쿠라기와는 일촉즉발 상태에까지 이른다. 시합 중에도 사쿠라기에 대해 고의의 러프 플레이를 실시했다. 또 매우 입이 거칠고, 오사카 예선에서는 언일의 앞에서 센도를 바보 취급하고, IH전날의 시합회 장외에서는 마키에 대해 도발한다. 오사카 득점 랭킹 2위. 플레이에 생동감이 없는 미나미에 대해 격노한다. 시합 초반은 사쿠라기를 전혀 상대로 하지 않았지만, 후반으로는 사쿠라기의 위협의 운동신경에 번농 된다. 후배 오오카와에 〈진짜 농구〉을 배웠다고 존경받고 있다. 왼쪽 귀에는 피어스를 붙였다. 정식 멤버 중에서 유일하게 애니메이션 본편에도 등장한다.
이타쿠라 다이지로(板倉 大二朗,いたくら だいじろう）
나대룡. 2학년, 183cm, 등번호 6, PG.
도요타마 스타팅 멤버 중 유일한 2학년이다. 불쾌한 성격으로, 미야기에 대해서 시합 전,중 묻지 않고 도발 행위를 연발했다. 장신 PG만이 가능한 높이의 미스매치를 살려, 외모에 어울리지 않는 깨끗한 폼으로 슛을 결정한다. 오사카 득점 랭킹 3위(1시합 평균 25점)로 3P슛까지도 노릴 수 있다. 쇼호쿠전에서는 시합 전날 전반과 미야기의 도발에 성공해, 매치 업을 우위에 진행하는 것도 (야스다의 추측에 의하면) 고등학교에서 PG에 콘버터 된 때문인지 후반 냉정함을 되찾은 미야기와의 평면의 승부에 이기지 못하고 그 스피드를 따라갈 수 없었다.
야지마 쿄헤이(矢嶋 京平,やじま きょうへい)
김평일, 3학년, 180cm, 등번호 7, SG.
쇼호쿠전에서는 미쓰이와 매치 업. 이타쿠라로부터〈야지씨〉라고 불린다. 시합에서는 특별히 눈에 띄는 활약은 없었다. 도요타마의 선수들 중 최초로 루카와를〈나가레가와〉라고 잘못 읽은 것은 그이다.
이와타 미쓰아키(岩田 三秋,いわた みつあき)
한성호, 3학년, 190cm, 등번호 8, C.
갸름한 얼굴이 특징. 쇼호쿠전에서는 아카기와 올라갔지만 일방적으로 밀려〈이 정도 존재감이 있는 C는 오사카에는 있지 않아〉라고 깨닫는 것과 동시에 러프 플레이에 달려, 아카기에 다가서진다.
오오가와 데루오(大川 輝男,おおかわ てるお)
천귀남, 1학년, 181cm, 등번호 14.
한 때의 아이다 히코이치의 동급생으로, 아이다의 자기 동생과 같은 관계였다. 그 당시는 아이다보다 작고, 아이다를 〈히코이치 군〉이라고 부르고 있었다. 그에게 농구를 가르쳤던 것도 아이다다. 그 후 급격하게 키가 자라 작중에서는 아이다보다 16cm나 키가 커져, 아이다를 경칭 생략으로 하는 등 태도도 바뀌었다(아이다는 이것이 마음에 들지 않는 모습). 아이다 앞으로 보낸 편지에서는 도요타마의 1학년에서는 유일이 되는 IH등록 멤버를 자랑하고 있었지만, 실제는 후보선수. 또, 미나미, 기시모토 등 상급생과 감독의 확집을 몰랐던 것 같아서, 팀의 내분시에는 당황하고 있었다.
가네히라(金平,かねひら）
김영중, 감독
31세의 젊은 감독. 감독 취임 당시는 젊은 얼굴이었지만, 쇼호쿠전에서는 얼굴이 약간 늙었다. 취임시에 〈지금부터는 런&건 스타일을 버려 약점의 디펜스를 강화해 나간다〉라고 발언. 이것이 원인으로 미나미나 기시모토 등에게 반감을 사, 부원들로부터 금세 미움받아 버렸다. IH쇼호쿠전에서는 시합전이나 하프 타임중의 로커 룸에서 선수들에게 어드바이스를 하지만 상대되지 못했다. 그 후도 계속되는 선수들의 지나친 무뚝뚝한 태도에 격앙 해, 시합 중에 기시모토를 구타한다. 다만, 부원들이 마음속으로부터 이기고 싶은 것을 누구보다 알고 있고, 종반에는 미나미의 플레이에 눈물을 흘려 진심으로 응원했다. 그는 취임 2년에 베스트 8의 벽을 넘지 않으면 안 되었지만, 인터하이 초전 패배라고 하는 결과에 끝났다.

### 지학(아이와)학원 고교
IH예선 아이치현 대회를 2위로 통과한 고교. 쇼호쿠의 IH 3회전의 상대이기도 하지만, 그 시합으로 쇼호쿠가 패배했다. 한국에선 지학고교로 소개되었다.
모로보시 다이(諸星 大,もろぼし だい)(성우-나카오 미치오)
마성지. 3학년, SG, 등번호 4.
주장. 전국을 대표하는 명플레이어로, 통칭〈아이치의 별〉. 마키가 그 플레이를 보기 위해 일부러 아이치에 발길을 옮겼다. 그러나 모리시게가 원인인 것 같은 부상에 의해, 들것으로 옮겨지는 모습을 마키가 보게된다. 놀라는 마키에게 그는 "메이호 공고 15번 자식, 용서 못한다"라고 이야기하기도 한다.애니메이션판에서는 복귀 후, 그 실력을 과시하는 활약을 피로하고 있어, 기량·경험 등 선수로서는 모리시게를 웃도는 실력을 보이고 있다. 또한 쇼호쿠와 산노 공업의 경기 관람 중에 아이와 학원의 감독은 모로보시를 사와기타와 대등한 선수라고 평가했지만, 바로 그 모로보시는 마음 속에서 그것을 부정했다.

### 명정(메이호우) 공업 고교
IH예선 아이치현 대회를 아이와학원을 꺾고 1위로 통과한 실력교. IH 2회전으로부터의 초전·강호 시즈오카와의 대회에서 대승한다. 아이와학원전도 전반 큰 차이에서 우수하고 있었지만, 모로보시의 복귀 후 점수 차를 채울 수 있어 또 모리시게의 퇴장 후는 맹추격에 맞았다. 한국에서는 명정공고로 소개되었다.
모리시게가 사쿠라기의 강력한 라이벌 포지션으로 등장하면서 IH에서 맞붙을 것으로 예상되었지만, 산노우전 이후로 완결되면서 예상에 그쳤다. 팬들 사이에서는 IH에서 우승했다는 이야기도 있었지만, 이노우에 작가가 아니라고 밝혔다.
모리시게 히로시(森重 寛,もりしげ ひろし)(성우-이시가와 히데오)
김판석. 1학년, 199cm-100kg, 등번호 15, C.
1학년이면서 2m 가까운 거구의 소유자. 중 2의 여름부터 농구를 시작했던 바로 직후이지만, (사쿠라기를 뺀 여름 합숙으로) 쇼호쿠와 싸움을 펼친 죠세이 고등학교를 상대로 전국 대회의 초전에서 갑자기 혼자서 50득점·22 리바운드·10 블록이라는 괴기록으로 각광을 받았다. 성격은 생각한 것을 입이나 행동으로 나타내는 편이며, 죠세이전 후의 인터뷰로〈산노우에 대해서는 어떻게 생각해?〉라는 물음에는 산노우 공업을 몰랐기 때문에〈산노우는 뭐야?〉라고 대답했다. IH쇼호쿠 다이산노우의 시합에서는 관전내내 잠을 자는 등, 시합에 흥미가 없는 모습이었지만, 사쿠라기를 그 나름대로 의식하고 있었다. 아이와학원전을 보러 간 이래, 사쿠라기에 있어서 은밀한 전국 대회의 목표이며, 사쿠라기의 꿈 속에서 대결하는 장면도 있었다(그러나 결국, 본대회에서 실제로 쇼호쿠와 대전할 것은 없었다). 마키가 〈다카사고 혼자서 어떻게든 되는 상대가 아니다〉라고 말하게 해 파워 자랑의 사쿠라기가 생트집을 잡기 위해 어깨로 부딪히려고 했을 때, 가볍게 접했던 만큼도 관련되지 않고 사쿠라기를 날려 버렸다. 덩크 슛을 자랑으로 여겨, 적을 후려갈겨 덩크 했을 때, 그대로 링에 매달려 후려갈겨진 선수를 바라보는 것이 좋아. 그 성질로부터 자주 파울을 받는 것이 결점.
메이호우 공업의 감독(성우-노모토 레이조)
이름은 불명. 노령이고 작은 몸집이다. 모리시게의 재능에 반하고 그를 〈머지않아 일본 농구계의 보물이 되는 남자〉라고 평가하고 있다. 모리시게와 함께 IH쇼호쿠 다이산노우의 시합을 보러 가는 것도, 압도적인 점수 차를 붙여진 쇼호쿠를 보고 후반 도중에 돌아가 버린다. 또, 모리시게나 사쿠라기보다 거구를 자랑하는 가와다 미키오의 장래에 주목하고 있었다.

### 대영(다이에이학원) 고교
IH예선 오사카부 대회 1위 통과교. IH초전에서도 지바에 대승. 오사카 예선의 도요타마전을 관전한 아이다는 〈신세이・료난의 목표가 되는 팀일지도 모른다〉라고 말했다. 한국에서는 대영고교로 소개되었다.
쓰치야 아쓰시(土屋 淳,つちや あつし)
이현수, 3학년, 194cm-89kg, 등번호 4, PF.
주장. 아이다가 말하길 장신의 플로어 리더로, 센도와 같은 타입이다고 하는 선수. 오사카부 대회에서는 폭발적인 오펜스력을 자랑하는 도요타마를 로스 코어전에 반입해 승리한 시합 능숙함. 기시모토의 도발을 타지만, 반대로 슛을 결정해 실력의 차이를 보인다. 과묵한 인상이 있지만 간사이 사투리로 말해, 산노우의 플레이를 봐〈존경하는 것으로, 산노우〉라고 중얼거렸다.

### 상성(죠세이) 고교
SBS판에서는 상원 고교로 등장한다. IH 시즈오카현 대표교. 작년의 전국 베스트 8의 강호. 감독은 안자이의 후배에 해당한다. IH전에 원정해 온 쇼호쿠와 합동 합숙을 실시했다. IH에서는 2회전에서 메이토모 공업에 102 대 56으로 대패를 당한다.
미코시바(御子柴,みこしば)(성우-야마노이 진)
조기중, 3학년, 등번호 4, SF.
주장. IH전의 합숙에서 첫 등장. 최초의 연습 시합이 종료한 직후에 아카기와〈나머지 2는 안이 이긴다〉라고 겨루고 있었지만, 결과는 1승 1무 1패. 아카기와 헤어질 때에 쇼호쿠의 실력을 인정하는 발언을 하고 있다. IH 2회전에서는 메이토모 공업에 대패를 당했던 것에 쇼크를 받아 당분간 벤치로부터 일어설 수 없었다. 애니메이션에서는 불쾌한 성격으로 되어 있어 연습 시합으로 루카와와 올라갔을 때, 〈1학년인 주제에 에이스 라고?〉라고 발언하고, 또 쇼호쿠가 가이난 접전이었다고 물었을 때에는 〈금년의 가이난은 별일 아니다〉라고 발언했다. 그리고 연습 시합전에는〈쇼호쿠에 3승하는 건 당연〉이라고 호언 하고 있었다. 또, 1시합의 종료 후 아카기와 적대시하고 있는 장면도 있다.

### 마성(마미야니시) 고교
IH예선 이와테현 대표교. IH에서는 1회전에서 아오오오토리(미야자키현)에 승리하는 것도 잠시, 2회전에서 가이난과 대전해 최종 스코어 104 대 49로 대패를 당한다.

## 그 외
기재는 첫 등장순서.
시마무라 요코(島村 葉子,しまむら ようこ)(성우-미나구치 요코(극장판),(TV판)시라토리 유리/최덕희/김하영(극장판)
한국 방송 당시의 이름 최미라. 다케소노학원 고교 1학년. 사쿠라기와 같은 와코우 중학 출신으로, 사쿠라기가 50명째로 채인 여자 아이. 오다의 연인. 극장판에서는 오다와 사쿠라기의 건투를 지켜보았다. TV애니메이션에서는 오다의 상처를 걱정해 지켜보았다.
Dr.T(성우-시오야 요쿠/오세홍/김환진/김환진)
군데군데로 농구 용어의 해설이나 룰 설명등의 역할(토리야마 아키라의 만화에도 잘 볼 수 있는 수법)을 담당하는 작자의 분신적 존재. 용모는 2 등신 정도. 원작 종료후의 칠판 만화에서 그로 생각되는 인물이 등장. 하나미치에 IH로의 활약을 보았다고 감상을 말하고 있었다.
농구 용품점 점장(성우-우메즈 히데유키(에어 조던 6 구입시), 카케가와 히로히코(에어 조던 1 구입시)/김환진)
농구 용품 전문점〈치에코스포트〉의 점장. 콧수염이 트레이드마크. 실은 17년전의 IH예선, 가이난 고교 첫 우승시에 결승으로 대전한 미노와 고등학교의 선수(당시의 등번호는 6번). 자신이 추방한 슛이 빗나갔기 때문에 패배해 버렸다고 말한다. 조던 시리즈의 신발을 콜렉션으로 하고 있었지만, 사쿠라기와 하루코(일명 〈최강 콤비〉)에 2도에 걸쳐서 신발을 무료 동연(첫 번째는 에어 조던 VI를 30엔, 두 번째의 에어 조던 I의 적흑은 100엔)으로 팔았다. 다만 2켤레째의 에어 조던 I는, 전국 대회 출장을 결정한 사쿠라기에 대한 선물의 의미가 강하다. 고교 1연시의 아카기나 고구레와도 안면이 있지만, 쇼호쿠 고등학교의 이름을 몇 번이나 잘못 말해 아카기에게 눈총 받고 있다.
데쓰오(鉄男,てつお)(성우-사토 마사하루)/김준
한국 방송 당시의 이름 철. 미쓰이가 있었을 때, 농구부에 대해 폭력 사건을 일으킨 불량 동료. 헬멧이 싫고, 오토바이를 탈 때는 언제나 노 헬멧. 하교 도중 노마에 캐묻어 집단에서 덤벼들었다. 체격이 매우 좋고, 불량 동료에게 “싸움의 프로”라고 칭해지는 만큼 싸움이 강하다. 그 전투력과 상대가 허를 찌른 공격으로 사쿠라기에게도 맹공해 계속 때렸지만 , 펀치를 단념해지고 나서는 반대로 계속 일방적으로 맞아 사쿠라기에게 쓰러졌다. 농구부에 복귀한 미쓰이에 대해서 불평은 하나도 말하지 않고, 머리카락을 자른 미쓰이에게 〈스포츠맨은 그쪽이 어울려〉라고 발언하는 등 의협심이 있는 일면을 보였다. 아야코의 얼굴은〈기호다〉라고 하는 발언을 남겼다. 농구부 습격 사건의 뒤를 그린 애니메이션에서는 복수하기 위해 싸움을 도전해 온 류나 오니후지와 대립해, 사쿠라기 군단과 함께 싸웠다.
류(竜,りゅう)(성우-가자마 노부히코)/이윤선/김준/김환진
한국 방송 당시의 이름 용. 미쓰이와 함께 농구부에 대해 폭력 사건을 일으킨 불량 동료. 격앙한 루카와에게 맞은 후, 오오쿠스에 당한다. 애니메이션에서는 미쓰이에 앙심을 품어 복수하려고 하지만, 다시 사쿠라기 군단에 의해서 실패한다.
아이다 야요이(相田 弥生,あいだ やよい)(성우-나가시마 유코/송도영/최문자/성병숙)
한국 방영 당시의 이름은 박하진. 히코이치(박경태)의 누나로, 농구 잡지〈주간 농구〉의 기자이다. 잡지의 특집에 채택하는 등 센도를 높게 평가하고 있다. 센도의 열렬한 팬이며, 그의 플레이에 눈을 하트 마크로 하기도 한다. 애니메이션에서는 가이난의 취재를 무시하고 히코이치의 부탁으로 센도를 찾기에 택시에 탑승하는 만큼이다.
나카무라(中村,なかむら)(성우-가자마 노부히코)
한국 방영 당시 이름은 이재룡. 아이다 야요이와 같이 주간 농구의 기자. 야요이에게에 시중드는(?)기자. 페이퍼 드라이버이다. 사쿠라기의 패스가 부딪히는 등 비참한 경우를 당한 적도 있다. 농구의 지식이 붙었다고 자부하고 있는 것 같지만, 포인트 가이드를 잘 모른다. 그 후 〈리얼〉에도 등장하고 있다(얼굴이 약간 늙어 있었다).
후쿠다의 동료들
무기한 동아리 금지 처분을 받아 혼자서 농구의 연습을 하고 있던 후쿠다에게 바스켓 링이 있는 장소를 가르친 3인조. 후쿠다를〈후크〉라고 부르고 있다. 후쿠다의 지시로 가이난전에 져서 침체되어 있던 사쿠라기를 두 번 부르러 간 참, 두 번 다시 박치기를 받아 끝낸다. 후에 후쿠다가 사쿠라기가 센도에게 경의를 표해지고 있는 것을 들어 놀라고 있었다. IH예선 결승 리그 쇼호쿠 대 료난전의 관전에도 방문해 후쿠다에 성원을 보내고 있었다.
안자이 감독의 부인(성우-다카기 사나에/(SBS판)송도영)
안자이 감독의 아내로, 이름은 불명. 언제나 일본옷을 입고 있다. 쇼호쿠로 지휘를 하게 되어 즐거운 듯 하는 표정을 하는 남편을 보고, 가끔 시합을 보러 가게 된다. 자동차 운전면허를 소지하고 있어, 안자이가 보내려던 미국 유학을 반대한 루카와를 차로 역까지 보낼 때에 루카와에게 안자이의 과거를 이야기하고 있었다.
야자와 류지(谷沢 龍二,やざわ りゅうじ)(성우-나카오 미지오)
한국 방영 당시의 이름 조재중. 안자이의 대학 감독 시대의 제자이며, 2m의 장신 소유자. 〈달릴 수 있는 2미터 선수〉로서 재능 있는 선수였지만, 자만심 때문인지 고교시절은 능력만으로 기초를 소홀히 하고 있던 때문에 안자이에 기초를 중점으로 한 지도를 받고 있었다. 그러나, 그 지도 방법에 반대 의견을 내세워 후에 미국에 날아 오르지만, 기초를 소홀히 한 스타일과 현지 팀의 경우의 나쁨으로 좌절한다. 마약에 손을 대어 최종적으로는 24세라고 하는 젊은나이에 교통사고로 사망하고 만다. 그의 사후에 안자이에게 온 편지에 의하면, 〈너를 위해 팀이 있지 , 팀을 위해 너가 있다〉라고 하는 말의 진심을 도미 후에 간신히 이해해, 후회하고 있었다. 이 사건이 안자이가 "백발귀신(=화이트 헤드 데빌)"이라는 이름을 버리고 대학 농구계를 떠나는 계기가 되었다.
스기야마 쇼타(杉山 祥太,すぎやま しょうた)(성우-소가베 가즈유키)
한국 방영 당시 이름은 심강훈. 후가자와 체육 대학교 3학년으로, 농구부이다. 전일본 멤버로, 포지션은 C. 아카기의 자택에 방문해 후가자와 체육대에 권유한다. 고교시절은 자신의 원맨 팀이었지만, 전국 베스트 8까지 올라 채웠다. 아카기와 경우가 비슷하다고 생각했다(다만 아카기는 그것을 부정). 아카기를 지금 대학에 들어가도 통용되는 센터, 가와다를 현시점에서 대학에서도 센터에서 베스트 3에는 들어간다고 평가했다.
가라사와 가즈오(唐沢 一雄,からさわ かずお)(성우-도쿠마루 간)
한국 방영 당시 이름은 이판근. 후가자와 체육 대학 농구부 감독. 스기야마와 같이 아카기를 후가자와 체육대에 권유한다. 베스트 8을 조건으로 내는 것도 2회전에 강호 산노우와 맞아 산노우전의 되자마자로 결정하는 일로 했다. 최종적으로 권유의 이야기는 없음이 되었다. 또, 쇼호쿠 다이산노우전의 시합전의 연습으로, 산노우의 연습에 끼어들어 덩크를 결정한 사쿠라기를〈괘씸한 놈〉이라고 평가했다.
기타노(北野,きたの)
한국어판에는 노선생님, 혹은 노감독으로 소개되었다. 전 도요타마 고교 농구부 감독으로, 미나미, 기시모토의 은사. 부원들에게 농구의 즐거움을 알리기 위해 오펜스 중시의 런&건 농구를 가르쳤다. 전체적으로 난폭한 성격인 토요타마 선수들도 기타노 감독에게만큼은 예의를 차려 깍듯이 대한다. 오사카 1위, 전국 베스트 8의 좋은 성적을 거두면서, 그 이상으로 안 되는 것을 불만으로 하는 학교 경영진에 의해 해임되어 그 다음은 미니 농구의 감독을 하고 있다. IH에서는 제자의 아이들과 함께 쇼호쿠 대 도요타마전을 관전에 방문해 초등학교에서도 런＆암을 가르치고 있을까 물은 미나미에게 〈우선 즐거운 듯이 취해요〉라고 말해, 그것이 미나미에게 자신들의 대전제인 〈바스켓은 좋아하는가?〉를 생각나게 하게 된다. 안자이와는 대학시절의 동기생으로, 쇼호쿠 대 도요타마 전후에 재회해 선수들에게 산노우의 비디오를 보일까를 생각하고 있던 안자이에게 조언했다.
산노우 공업 OB(山王工業OB)
이전의 산노우 공업 선수들. 도모토 감독이 쇼호쿠 시합전 밤의 산노우의 연습으로〈가상 쇼호쿠〉로서 대전시키기 위해서 모은 멤버. 아이다 야요이가 〈거의가 대학 올스타잖아!〉라고 경악할 정도의 멤버였지만, 현역선수들에게 압도당했다.
마치다(町田,まちだ）
주간 농구의 기자. 첫 대면의 야요이와 나카무라에 대해서 갑자기 아버지 개그를 하는 등, 알기 어려운 성격. IH의 쓰게마코토 대 메이토모 공업전의 취재를 실시해, 모리시게의 앨리웁을 보고 경악 했다.
사카기타 데쓰지(沢北 哲治,さわきた てつはる)
사와기타 에이지의 아버지로, 농구광으로서 유명하다. 〈테트사와기타〉라고 불리고 있다. 아들 에이지가 출생해 최초로 준 완구가 농구공으로, 이후 아들을 위해 빚을 내서까지 뒷마당에 농구 코트가 있는 집을 손에 넣었다. 짬만 있으면 부모와 자식으로 1 ON 1에 항상, 그것이 현재의 에이지의 선수로서의 실력의 기초를 만들었다.
여의사
사쿠라기가 IH 후에 등의 치료를 계속하는 병원의 여의사. 모래 사장에서 하루코로부터의 편지를 읽고 있던 사쿠라기를 마중왔다. 원작 종료후의 칠판 만화에서는 일본인 최초의 NBA 선수가 탄생했다는 소식을 사쿠라기에게 전했다.

## 애니메이션 오리지널 캐릭터
일부 캐릭터는 TV 애니메이션·극장 작품 양쪽 모두에 등장하고 있지만, 편의상 TV 애니메이션·극장판으로 나누었다.
나이토 데쓰야(内藤 鉄也,ないとう てつや)(성우-시오야 코조)
구대철, 196cm-155kg, 등번호 9, PF.
미우라다이 고등학교의 멤버. 학년은 작중의 무라사메의 대사로부터 2학년이라고 생각된다. 〈미우라다이의 비밀 병기〉라는별명을 가지며, 100m를 11초에 달린다. 약소의 럭비부에 불만을 느끼고 있던 것을 무라사메로부터 권유되어 농구부에 입부해 1년간 기초로부터 철저하게 단련해 왔다. 사쿠라기는 그의 모습을 봐〈농구를 하는 스님〉이라고 했다. 시합 후반부터 출장해 파워로 압도한다. 그러나 직선적인 움직임 밖에 할 수 없다고 하는 약점을 루카와에 재빨리 간파되어 결국 극복되었다. 애니메이션으로 무라사메를 대신해 사쿠라기의 슬램 덩크를 머리에 직격되는 역할이 되어 버린다.
나카가와 사나에(中川 早苗,なかがわ さなえ)(성우-츠루 히로미)/정미숙
신히사다케시 가와사키 감독의 대학시절의 후배로, 농구 잡지의 기자. 쇼호쿠 대 신히사다케시의 시합을 보러 간다. 극장판 제 2작〈전국 제패다! 사쿠라기 하나미치〉에서 첫 등장. 애니메이션 본편에서는 결승 리그 료난전의 촬영을 하고 있었다.
가와이 마리(河合 マリ,かわい まり)(성우-스미토모 나나에)
쇼호쿠 고교 2학년. 아야코의 친구로, 쿨한 성격. 방송부에 소속해 있어 쇼호쿠의 시즈오카 원정에 동행했다. 그때, 루카와의 슈퍼 플레이를 본 것으로 열렬한 팬이 된다.

### 극장판 오리지널 캐릭터

#### 무원(다케조노)학원 고교（제 1작)
이하의 인물은 극장판 제 1작 및 TV 애니메이션으로 등장. 극장판에서는 쇼호쿠와의 연습 시합이, TV 애니메이션에서는 IH예선 준준결승, 다케소노 대 가이난의 시합이 무대가 되어 있다. 작년 인터하이 예선 베스트 8(그러나 왜일까 배정교는 아니다). 고교 자체는 여자 학생이 다수를 차지하기 때문에, 남자가 모이는 농구부는 특히 인기가 있다. 유니폼의 색은 물색.
오다 다쓰마사(小田 竜政,おだ たつまさ)(성우-스즈오키 히로타카(극장판),(TV판)이시가와 히데오)/김준/박상훈/김수중/이재범(극장판)
오경민(조경민), 1학년, 188cm(추정), 등번호 9, C. 신발：나이키 에어 조던 8
원작에서는 시마무라 요코의 대사내에서 성씨만 등장했다. 사쿠라기와 같은 와코우 중학 출신으로,〈농구부의 오다군〉으로 유명하다. 무명교출신이면서 1년으로 해 강호의 스타팅 멤버를 차지한다. 당초는 사쿠라기를 〈불량〉이라고 업신여겨 중학생 시절은 싸움에 항상이라고 있던 일을 알고 있어 경멸했지만, 사쿠라기의 한결같음에 감동해 재전을 맹세한다. 애니메이션으로의 IH예선 카이난전은, 전의 시합으로 발생한 다리의 부상을 안으면서 플레이 하는 것도 진다. 사쿠라기가 중학교 시절 50번째로 퇴짜 맞은 요코와 사귀었다. 극장판과 TV 애니메이션판에서는 성우가 다르다.
마유즈미 아키라(黛 明,まゆずみ あきら)(성우-우메즈 히데유키)
유명일, 3학년, 187cm, 등번호 4, SG.
다케조노의 주장. IH예선 가이난전에서는 진 소이치로의 마크에 붙는다.
미우라 요시히데(三浦 義秀,みうら よしひで)(성우-키사이치 아츠시)
한재영, 3학년, 173cm, 등번호 5, PG.
다케조노의 스타팅 멤버이자 부주장.
유우키 이사무(結城 勇,ゆうき いさむ)(성우-카자마 노부히코)
최경준, 3학년, 187cm, 등번호 7, SF.
다케조노의 스타팅 멤버. 투지와 자존심은 오다와 맞먹을 정도.
우자키 켄이치(宇崎 健一,うざき けんいち）
심지훈, 3학년, 186cm, 등번호 8, C.
다케조노의 스타팅 멤버.
시모노 타다오(下野 忠雄,しもの ただお）
3학년, 등번호 6, G.
하야마(葉山,はやま)(성우-사토 마사히루)
김명환, 감독. 극장판에서는 사쿠라기의 플레이에 박수친 것으로 회장의 관객의 박수를 권한다.

#### 진무(쓰크부) 고교(제 2작)
이하의 인물은, 극장판 제 2작 〈전국 제패다! 사쿠라기 하나미치〉에서 등장. IH예선 4회전 쇼호쿠 대 신히사다케시의 시합이 무대가 되어 있다. 작년 인터하이 예선 베스트 8(베스트 8 배정교). 원작에서도 등장 장면이 있지만, 이름을 비롯한 캐릭터의 상세한 것에 대하여는 일절 그려져 있지 않았다. 쇼호쿠와 대전했을 때에 학교 창립 90주년을 맞이한 것으로 알려졌다. 유니폼의 색은 초록. 교대한 선수를 포함한 스타팅 멤버의 신장은 대체로 낮고, 특히 난고, 고다이 이외는 모두 180 cm 이하이다.
고다이 도모카즈(伍代 友和,ごだい ともかず)(성우-마치 유우지/신흥철)
오대일, 3학년, 180cm-78kg, 등번호 4, CF.
주장. 기타무라 중학교 시절의 아카기와 고구레의 팀메이트. 입학 당시는 평균 이하의 실력 밖에 가지지 않고, 농구를 멈추려고 생각했지만 가와사키 감독에 의해서 슈터로서의 소질을 전망되어 필사적인 몸부림으로 연습해 재능을 개화시켜, 3P 슈터로서는 상당한 실력을 몸에 익혔다. 그러나, 사쿠라기로부터 억지로 볼을 빼앗은 플레이가 파울이 되어, 판정으로 심판과 말썽을 일으켜 만화와 애니메이션을 포함전 등장 인물중에서 유일한 디스퀄리파잉 파울의 선고를 받았다.
난고 도이치로(南郷 洸一郎,なんごう こういちろう)(성우-타치키 후미히코/김환진)
남광일, 1학년, 192cm-83kg, 등번호 15, C. 호칭은 메쉬원숭이.
여자 좋아하는 경박한 사람. 흑발의 앞머리에 금빛의 메쉬를 걸치고 있다. 어느 날 아침, 공원에서 하루코와 만나 한 눈에 반한다. 그 후에 사쿠라기와 말썽을 일으켜, 시합의 승자가 하루코와 교제한다고 할 약속을 한다(실제는 져 버리는 것도 엔딩의 일면에서 하루코에 손을 흔들어, 체념이 붙지 않는 일면이 보인다). 맞아 강한 것인지, 사쿠라기의 박치기가 효과가 없다. 원부로 등교하고 있는 것 같다. 팀메이트에게서는 〈공부도 농구의 연습도 성실하게 하지 않는, 성실하게 하고 있을 때는 여자에게 반했다〉라고 간파된다.
나쓰메 히로시(夏目 博志,なつめ ひろし)(성우-카자마 노부히코)
이재식, 3학년, 160cm-55kg, 등번호 7, PG.
IH예선 쇼호쿠전에서는 사쿠라기의 4번째의 파울을 권했다. 몸집이 작으면서 상당한 technician로 료타를 계속 몰아넣었다.
미네 켄타(峰 健太,みね けんた)(성우-이시가와 히데오)
장민철, 3학년, 174cm-68kg, 등번호 8, F.
붉은 밴드의 고글이 트레이드마크.
이즈미 다카시(和泉 隆,いずみ たかし)(성우-에가와 히사오)
김철규, 3학년, 172cm-75kg, 등번호 5, F.
미네와 포워드 콤비를 짜는 선수. 원작에서는 초반에 3P슛이 정해졌다고 하는 기술이 있지만, 그때 묘사되고 있던 유니폼의 등번호는 5였다.
다무라 요시카즈(田村 良和,たむら よしかず)
이명진, 3학년, 178cm-65kg, 등번호 6.
퇴장한 고다이와 교대한 선수.
가와사키 가즈미(川崎 一美,かわさき かずみ)(성우-하리 히데유키/유제상
강부성, 감독. 꽤 젊다. 안자이의 대학 감독 시대의 제자이기도 하다. 고다이에 3포인트 슛을 전수했다. 애연가.

#### 녹성(료쿠후) 고교(제 3작)
이하의 인물은 극장판 제 3작 〈쇼호쿠 최대의 위기! 불타라 사쿠라기 하나미치〉에서 등장. 쇼호쿠 대 가이난의 IH예선 종료 직후의 쇼호쿠 대 료쿠후의 연습 시합이 무대가 되어 있다. 고구레가 말하길 〈부자의 사립고〉라고 불리는 만큼 설비가 갖추어진 신설의 학교에서 학생은 거의 1, 2학년. 농구부는 작년에 부설되어 매니저 후지사와 에리의 의향으로 전국으로부터 유력한 선수를 모아져 농구 전용의 체육관까지 설치되고 있다. 농구부 관계자의 이름은 가나가와현의 지명이 루트가 되어 있는 것 같고, 또, 선수의 일부가 사쿠라기에 대해서 무엇인가 발언·감상을 말하고 있다. 조정을 위해 금년도의 공식전은 출장을 사퇴했다. 유니폼의 색은 흰색. 덧붙여 애니메이션에서는 이하의 인물 가운데 유학 중의 마이클을 제외한 전원이 인터하이 예선 최종전인 쇼호쿠 대 료난의 시합을 관전에 방문하고 있다.
마이클 오키타(マイケル 沖田,マイケル おきた)(성우-후루카와 토시오/김환진)
마이클 장, 2학년, 192cm-85kg, 등번호 13, SF.
주장. 미국의 혼혈인으로, 성격은 밝고, 실력은 NBA에도 주목받았을 정도. 사쿠라기의 과장된 페이크에 걸린 적이 있다. 사쿠라기에게는 〈외국인〉이라고 불려 그도 사쿠라기를〈빨강 머리 스님〉이라고 서로 부르고 있다. 쇼호쿠와의 연습 시합 후 미국에서 농구 수행을 한다.
나다카 히카루(名高 光,なだか ひかる)(성우-카케가와 히로히코/유제상)
이상구, 2학년, 195cm-88kg, 등번호 4, C.
부주장. 원맨 팀에 싫증이 나서 료쿠후로 전학. 사쿠라기를 〈재미있는 녀석〉이라고 단언하고 있다.
카츠미 이치로(克美 一郎,かつみ いちろう)(성우-가네마루 준이치/신흥철)
하명운, 1학년, 185cm-72kg, 등번호 5, SG.
미쓰이의 중학생 시절의 후배. 미쓰이를 닮은 3포인트 슈터. 사쿠라기를 거만하다고 했지만, 자신도 미쓰이의 말에 말대답하는 정도로 매우 건방지고, 시합 중에 미쓰이를 비꼬는 태도를 말하는 등, 난폭한 성질과 말투가 거침이 없다. 시합의 도중에 미쓰이에 압도 되었다. 시합 후, 더 이상 미쓰이와는 싸울 것은 없다고 생각했지만, 미쓰이가 겨울의 대회에 나오는 것을 알고 놀랐다.
에비나 카오루(海老名 嘉,えびな かおる)(성우-고노 요시유키)
조경화, 1학년, 177cm-61kg, 등번호 6, PG.
료쿠후의 주전 가드이지만 눈에 띄는 활약을 하지 못했다. 전반이 끝나가기 직전 쓰루미 세이지에 의해 교체당하고 잠시 벤치를 지키게 됐다.
쓰루미 세이지/게이지(鶴見 精二 / 啓二,つるみ せいじ / けいじ)(성우-가자마 노부히코)
양승규, 양영규, 둘 다 2학년, 175cm-68kg, 등번호는 각각 7, 8,둘 다 G.
〈료쿠후의 비밀 병기〉라고 불리는 쌍둥이 형제. 형이 세이지, 동생이 게이지. 드리블은 2명이서 함께 하는 일면이 있다.
도쓰카 데쓰야(戸塚 哲也,とつか てつや)(성우-시오야 코조)
이동수, 2학년, 180cm-75kg, 등번호 9, PF.
파워포워드 치고는 스피드가 매우 빠르고 그 스피드가 사쿠라기와 맞먹을 정도이다. 하지만 스태미너가 끊어지지 않는 사쿠라기를〈괴물〉이라고 단언한다. 지쳐갈때쯤 쓰루미 게이지에 의해 교체당하고 잠시 벤치를 지키게 됐다.
후지사와 에리(藤沢 恵理,ふじさわ えり)(성우-토마 유미/정미숙)
나애리, 매니저. 료쿠후 고교 이사장의 딸로 아가씨 기질. 아마 2학년이라고 생각된다. 전국에서 유력한 선수를 스카우트 해, 농구부 전용 체육관을 만들게 했다. 루카와에게도 얘기했지만, 바로 그 루카와가 자전거 통학 중에 잠에 취하고 있던 적도 있어, 상대로 되지 않고 실패. 이기는 것만을 제일이라고 생각하고 있어 그 점을 마이클과 오오후나에게 비판받았다.
오오후나(大船,おおふな)(성우-시마 슌스케)
조상태, 감독이지만 에리에 반항하지 못하고, 주도권은 에리가 잡는다. 그러나, 선수들을 누구보다 이해하고 있는 것은 그이며, 이기기 위해는 수단을 선택하지 않는 에리에 조용하게 비판한다. 또, 당초는 고구레를 〈수수한 선수〉이라고 경시하고 있었지만, 그의 활약을 보고 평가를 고쳐 〈안자이씨도 좋은 선수를 길렀다〉라고 말했다.

#### 제 4작
이하의 인물은, 극장판 제 4작〈짖어라 바스켓 맨 영혼!! 하나미치와 루카와의 뜨거운 여름〉에 등장한다.
미즈사와 이치로(水沢 イチロー,みずさわ いちろう)(성우-이시다 아키라/손원일)
중학교 3학년, 등번호 4, PF
루카와의 중학교 후배로, 부오카나카 농구부 주장. 누나 아카네로부터〈연인과 같은 것〉이라고 해지는 만큼 루카와에게 심취하고 있다. 갑작스런 병으로 농구를 그만두게 되어, 결의를 굳히기 위해 쇼호쿠의 부원과 함께 연습 시합(홍백전)에 참가한다. 시합 후, 중학의 선배이기도 한 매니저 아야코로부터 2대 매니저로서 권유받는다.
미즈사와 아카네(水沢 茜,みずさわ あかね)(성우-다카모리 요시노/최문자)
이치로의 누나로 하루코의 친구. 남동생을 위해서 하루코에게 연습 시합의 상담을 한다.